# معاداة أمريكا
معاداة أمريكا (بالإنجليزية:anti-Americanism) أو مناهضة أمريكا أو التمييز ضد الولايات المتحدة (بالإنجليزية:anti-American sentiment)، هي المعارضة أو العداء إتجاه سياسة، ثقافة، مجتمع، اقتصاد، السياسة الخارجية، والدور الدولي للولايات المتحدة كقوة عظمى. الصور النمطية المشتركة عن الأمريكيين تتضمن الاقتراح بأنهم: عدوانيون، متكبرون، جهلة، متخمون، رديئوا الذوق، ماديون، مهووسون بجمع المال، بغيضون بشكل عام.
العالم السياسي بريندون أوكونور من مركز الولايات المتحدة للدراسات يشير إلى أن معاداة الولايات المتحدة لا يمكن أن تكون معزولة كظاهرة ثابتة، وأن المصطلح نشأ باعتباره تركيبات من القوالب النمطية وأشكال التحيز والانتقادات إتجاه الأميركيين أو الولايات المتحدة، تتطورت إلى انتقادات سياسية. الباحثة الفرنسية ماري فرانس أنطوانيت تقول أن استخدام المصطلح مبرر في حالة كان يعني المعارضة الممنهجة للولايات المتحدة ككل. المناقشات حول معاداة الولايات المتحدة تفتقر في معظم الحالات إلى تعريف دقيق، مما أدى لاستخدام المصطلح على نطاق واسع وبطريقة انطباعية، مما أدى إلى خلق انطباعات غير دقيقة في كثير من الأحيان اتجاه الكثير من التعابير التي وصفت بأنها معادية للولايات المتحدة.

## تأثيل
قاموس أكسفورد الإنجليزي يعرف معاداة أميركا بأنها:
 في النسخة الأولى من قاموس ويبستر الأمريكي (1828) عرَّف مصطلح معاداة الولايات المتحدة بأنه 
 في فرنسا تم استخدام مصطلح (فرنسية: antiaméricanisme) من عام 1948 ودخل اللغة السياسية المتداولة في الخمسينيات.

## تفسيرات
عالم الاجتماع الأميركي الهنغاري الأصل بول هولاندر وصف العداء لأميركا بأنه «الاندفاع الحثيث لانتقاد المؤسسات الاجتماعية والاقتصادية، وقيم ومبادئ الولايات المتحدة». العالم السياسي الألماني جوزيف يوفه حدد خمسة جوانب كلاسيكية لهذه الظاهرة:
- إستصغار الأميركيين إلى مجرد صور نمطية.
- الاعتقاد بأن للولايات المتحدة طبيعة شريرة متأصلة.
- تحميل الولايات المتحدة مسؤولية إنشاء قوة تآمرية واسعة بهدف السيطرة على العالم.
- تحميل الولايات المتحدة المسؤولية عن كل الشرور التي أصابت العالم.
- العمل على الحد من التأثير الأميركي عبر مقاطعة الأفراد أو المجتمع لمنتجاتها وممارستها «الملوثة».

مروجون آخرين لأهمية المصطلح يقولون ان معاداة الولايات المتحدة تمثل تيارا آيديولوجياً متماسكا وخطير، قابل للمقارنة بمعاداة السامية. كما تم وصف المناهضة للولايات المتحدة على أنها محاولة لتأطير عواقب خيارات سياسة الولايات المتحدة الخارجية كدليل على الفشل الأخلاقي الأميركي تحديدا، وليس مجرد الفشل القادم مع خيارات السياسة الخارجية المعقدة لأي قوة عظمى.

بريندون أوكونور علق بأن الدراسات في هذا الموضوع كانت «غير مكتملة وانطباعية»، وهجمات من جانب واحد في كثير من الأحيان تعتبر «معاداة الولايات المتحدة» موقفا غير عقلاني. الأكاديمي الأميركي نعوم تشومسكي، وهو ناقد معروف لسياسة الولايات المتحدة، يقول بأن استخدام المصطلح داخل الولايات المتحدة يتشابه مع الأساليب المستخدمة من قبل الدول الشمولية والديكتاتوريات العسكرية؛ وقارنه بمصطلح «معاداة السوفيتية» الذي استخدمه الكرملين لقمع المنشقين وقال:
حاول البعض الاعتراف بكلا الموقفين، فقد جادل الأكاديمي الفرنسي بيير غيرلان أن المصطلح يمثل اتجاهين مختلفين للغاية:
- واحد يمثل انحيازا منهجياً أو جوهرياً، يستهدف جميع الأميركيين.
- والآخر هو ردود أنصار سياسات الولايات المتحدة لوصف كل معارض لهم بأنه «معادٍ للولايات المتحدة» في رهان آيديولوجي لتشويه سمعة خصومهم.

يقول غيرلان أن هذه الأنماط المثالية من معاداة الولايات المتحدة تندمج مع بعضها أحياناً، مما يجعل مناقشة الظاهرة صعبة للغاية. وقد اقترح علماء آخرون أن التعميم غير مساعد، وتحديد البلد والفترة الزمنية يحلل المسألة بدقة أكبر. وبالتالي، لا يمكن وصف«المشاعر المعادية للولايات المتحدة»، بأنها نظام أيديولوجي أو معتقد صريح.
على الصعيد العالمي، يبدو أن الزيادات في التصورات المعادية للولايات المتحدة مرتبط بسياسات أو إجراءات معينة. مثل حرب فيتنام وغزو العراق. لهذا السبب، النقاد يقولون بأن المصطلح قد يكون دعائياً أحياناً لرفض أي لوم على الولايات المتحدة بغرض تصويره ووصمه باللا عقلانية.

## القرن الثامن والتاسع عشر

### أطروحة الانحطاط
من منتصف إلى أواخر القرن الثامن عشر، ظهرت نظرية بين بعض المثقفين الأوروبيين وهي أن اليابسة في العالم الجديد كانت بطبيعتها أقل شأنا من أوروبا، اقترحت ما سمي بـ«أطروحة الانحطاط» أن الظواهر المناخية والرطوبة والظروف الجوية الأخرى في أميركا أضعفت الرجال جسدياً.
نشأت النظرية مع كونت دي بوفون في كتابه «تاريخ الطبيعة» (1766)، وانضم إليه الكاتب الفرنسي فولتير موافقاً. وأصبح الهولندي كورنيليوس دي باو أحد أشهر مروجيها، وقال دي باو أن العالم الجديد غير صالح للسكن البشري لأن:
 جعلت النظرية من السهل القول بأن البيئة الطبيعية للولايات المتحدة من شأنها أن تمنع إنتاج ثقافة حقيقية. القس الفرنسي الموسوعي غيوم توماس فرانسوا رينال كتب عام 1770:
الآباء المؤسسون للولايات المتحدة انتقدوا النظرية وقاموا بتفنيدها، وتبادل بنجامين فرانكلين والفرنسي كونت دي بوفون الرسائل بخصوص هذه المسألة. توماس جيفرسون، الرئيس الثالث للولايات المتحدة، في كتابه ملاحظات على ولاية فيرجينيا (1785) يقول:
أليكساندر هاميلتون كتب في أبحاث الفيدرالية الإصدار الحادي عشر:
دافع ظهور هذه الدعاية كان مرتبط جزئياً بخوف الحكومات الأوروبية من الهجرة الجماعية إلى العالم الجديد. وساهمت في ظهور حالة الفرانكوفوبيا (معاداة الفرنسيين) بين الأميركيين.

### الثقافة
انتقد بعض الأوروبيين الأمريكيين لافتقارهم إلى «الذوق، الكياسة والحضارة» واعتبروا الشخصية الأميركية «وقحة ومتغطرسة». المؤلفة البريطانية فرانسيس ترولوب في كتابها الآداب المحلية للأميركيين الصادر عام 1832، قالت أن أعظم الفروقات بين إنجلترا وأميركا هو حاجتهم إلى التهذيب، موضحة بأن تلك الممسحة التي أزالت الجوانب الخشنة والوعرة من طبيعة الإنجليز، ليست موجودة ولا يُحلم بها بين الأميركيين. هذا الكتاب أغضب الأميركيين أكثر من أي كتاب أُلف من مراقب أجنبي في كل الأوقات.
كتاب الكابتن الإنجليزي فريدريك ماريات المعنون «يومياتي في أميركا» (1839) أثار جدلاً كذلك، وأحرقت صورة للمؤلف مع كتبه في ميتشغن. رواية الإنجليزي تشارلز ديكنز حياة ومغامرات مارتن تشزلويت، تُعتبر هجاءً قاسياً للحياة الأميركية. بنهاية القرن التاسع عشر، كانت الصورة النمطية عن «الأميركي القبيح، الشره، الواعظ، المزعج، الشوفيني» وجدت لها مكانا ثابتاً في أوروبا.
مثل هذه الأحكام المسبقة متجذرة في ذهنية الأوروبيين، فمفهوم الثقافة الأوروبية الأرقى من «الابتذال الأمريكي» لا يزال حياً إلى اليوم، ، فالفكرة هي أن أوروبا تاريخها أقدم وبالتالي ثقافتها أغنى. برغم التفوق الأميركي في مجالات عدة والتأثير الثقافي الأميركي على الأوروبيين منذ الحرب العالمية الثانية ومابعدها.

### السياسة والآيدولوجية
واجهت الولايات المتحدة الشابة انتقادات لأسباب سياسية وأيديولوجية. المفكرين والأدباء الأوروبيين الرومانسيين يعادون النظرة التنويرية للعقل ومهووسون بالقومية والتاريخ. الشاعر الألماني نيكولاس ليناو كتب:

هذه التعليقات متلازمة أخرى للغة الانحطاط، وجاء التركيز على الولايات المتحدة فقط وليس بلدانا بتاريخ مشابه مثل كندا والمكسيك. هاجر ليناو إلى الولايات المتحدة في عام 1833 ووجد أن البلاد لا ترقى إلى مستوى المثل العليا لديه، مما دفعه للعودة إلى ألمانيا في العام التالي. كانت تجربته في الولايات المتحدة الأمريكية موضوعا لرواية بعنوان «تعبت من أمريكا» المؤلفة من زميله الألماني فرديناد كورنبرغر. وهوجمت طبيعة الديمقراطية الأميركية، كانوا يقولون بأن أميركا تفتقر إلى «العاهل، الأرستقراطية، التقاليد الراسخة، والنظام الطبقي الصارم» ووصفوا الديمقراطية الأميركية بالـ«مهزلة» وورموها بالفشل. الثورة الفرنسية، والتي كانت مكروهة من قبل العديد من المحافظين الأوروبيين، أثرت على الولايات المتحدة بفكرة إنشاء الدستور المبني على مبادئ مجردة وعالمية، ولكن تناقض مبادئ دستور الولايات المتحدة مع تاريخ العبودية في أميركا، جلب العديد من الانتقادات. الكاتب البريطاني صمويل جونسون علق عام 1775 قائلاً:
 وذلك برغم أن العبودية كانت ممارسة ونشطة في الإمبراطورية البريطانية حتى العام 1833. تعليق صمويل جونسون صدر عام 1775 وهو عام حرب الاستقلال الأمريكية بقيادة جورج واشنطن ضد الإمبراطورية البريطانية، أراد جونسون أن يُظهر تناقض الثوريين الأميركيين باسم الحرية ودفاعهم عن العبودية في ذات الوقت.

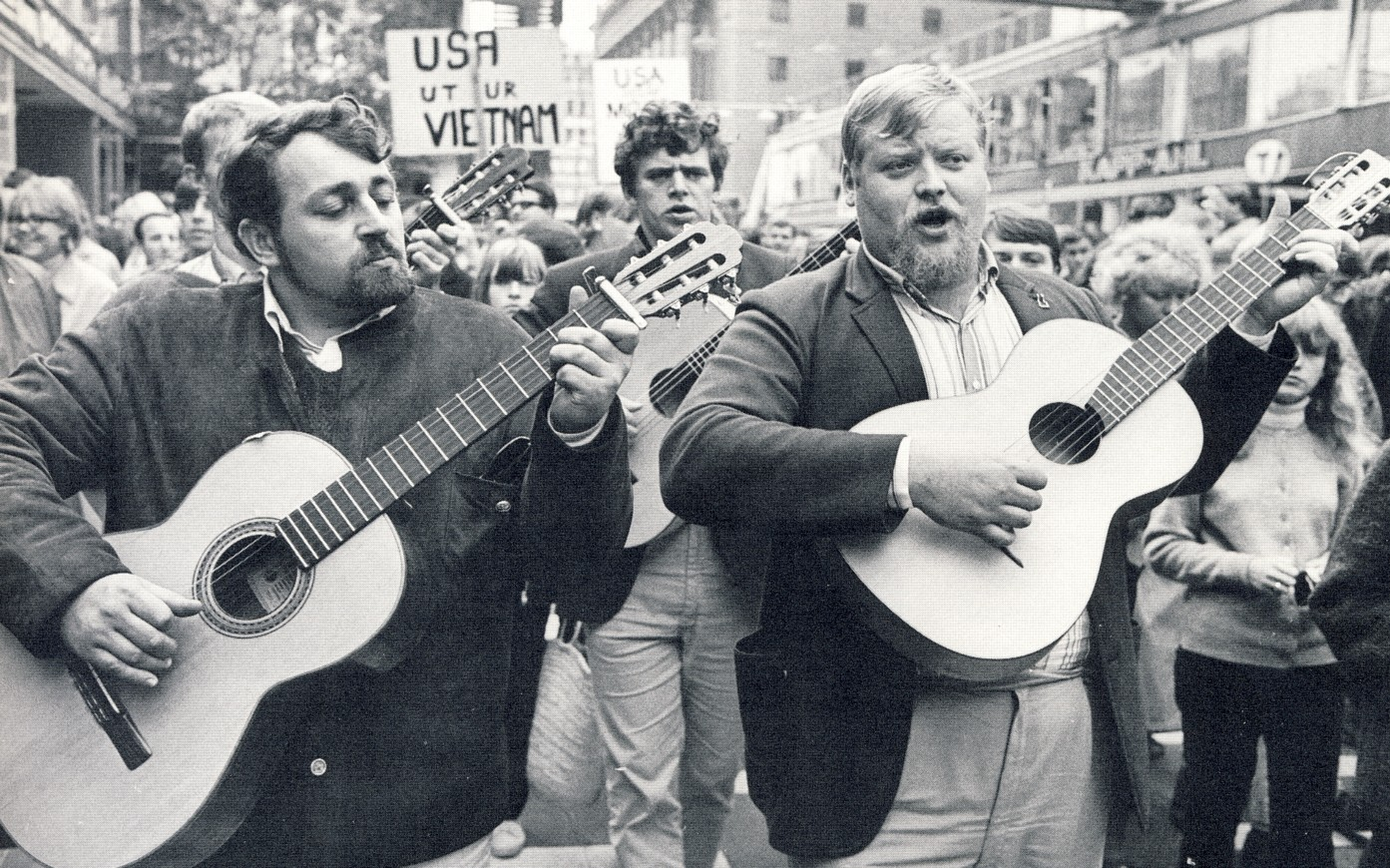
مسيرة احتجاجية ضد حرب فيتنام في ستوكهولم، السويد، 1965

## القرن العشرين

### المثقفين
أُشتهر عن النمساوي سيغموند فرويد عدائه لكل ماهو أمريكي، برغم أن الولايات المتحدة كانت أكثر بلدان العالم ترحيباً بأطروحات فرويد لفترة وذلك لأسباب متعددة مثل ظهور حركات «علاج العقل» فقد كان المجتمع الأميركي حينها مهووسا بالـ«عقل الباطن» قبل قدوم سيغموند فرويد إلى الولايات المتحدة، التي لم يحبها ولكنه أحب عملتها. الروائي الفرنسي لويس-فرديناند سيلين كانت له تعليقات معادية للولايات المتحدة ومعادية للسامية كذلك. الشاعر النمساوي راينر ماريا ريلكه كتب:

### الشيوعيين
الاتحاد السوفيتي والدول الشيوعية الأخرى اعتبرت الرأسمالية العدو الأكبر للشيوعية، وحددت الولايات المتحدة كقائدة للدول الرأسمالية. رعى الاتحاد السوفييتي «معاداة الولايات المتحدة» بمختلف الصور والاشكال بين أتباعه وبين «الرفاق المسافرين» حتى زواله في عام 1991.

### الانتقادات الفاشيّة
بالاعتماد على أفكار آرثر دي جوبينو (1816- 1882م)، شجب الفاشيّون الأوروبيّون التأثير الهابط المفترض للهجرة على المزيج العنصريّ للسكان الأمريكيين. جادل الفيلسوف النازي ألفريد روزنبرغ بأن خليط الأعراق في الولايات المتّحدة الأمريكيّة جعلها أقلّ شأناً من دول أخرى مثل ألمانيا التي كان لديها مخزون عرقي يُفترض أنّه نقي.
معاداة الساميّة كان عاملاً آخراً في هذه الانتقادات. كان الرأي القائل بأنّ الولايات المتّحدة الأمريكيّة تحت سيطرة مؤامرة يهوديّة من خلال اليهود المتواجدين في البلدان التي حكمها سابقاً الفاشيّون قبل وأثناء الحرب العالميّة الثانية. اليهود المفترضون هم الذين يحركون عرائس الولايات المتحدة الأمريكية للهيمنة على العالم، كما كان ينظر إلى استعمال الجاز على أنه خطة ماكرة للقضاء على الاختلافات العرقيّة. لم يحسب أدولف هتلر وبينيتو موسوليني أمريكا كخصم ذي مصداقيّةٍ للرايخ الثالث، بسبب المزيج العرقي غير المتماسك لها. وكانت نظرتهم للأمريكيين أنهم في سباق تهجين بين أنصاف يهود وأنصاف «بِيض».

## القرن الحادي والعشرين

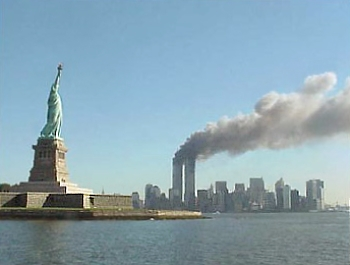
11/9 : اشتعال برجي مركز التجارة العالمي

### هجمات 11 سبتمبر
في كتاب بعنوان «الانتشار المتزايد لمعادة أمريكا» قال بريندون أوكنور ومارتن جريفيثز أنّ هجمات 11 سبتمبر «أعمال جوهريّة ضد أمريكا، وتنطبق على كل التعاريف –المتضاربة- حول معاداة أمريكا». كما يسألون في هذا الكتاب:«إذا كان يمكن تفسير أحداث 11 أيلول على أنها نموذج لمعاداة الأمريكيين في العمل، فهل من المنطقي أن يوحي بأن جميع المعادين لأمريكا هم بالضرورة متواطئين مع الإرهاب؟» معظم القادة في الدول الإسلاميّة بما في ذلك أفغانستان، أدانوا الهجمات. باستثناء عراق صدّام حسين الذي صرّح بأنّ «رعاة البقر الأمريكيّين، يحصدون ثمرة جرائمهم ضد الإنسانيّة».
كانت أوروبا متعاطفة للغاية مع الولايات المتّحدة الأمريكيّة بعد هجمات 11 أيلول. كما دعم الناتو بالإجماع الولايات المتحدة الأمريكيّة، وأوجب التعامل مع هذا الهجوم على أنّه هجوم على جميع دول الناتو.

### تقنيات الولايات المتّحدة الأمريكيّة الحاسوبيّة
من الأبعاد المتنامية لمعاداة أمريكا، هو الخوف من انتشار تكنولوجيا الإنترنت والحاسوب في الولايات المتحدة الأمريكية. يمكن إرجاع هذا إلى أول أجهزة الحاسوب البريطانيّة (Colossus) أو الألمانيّة (Z1)، بالإضافة إلى شبكة الويب العالميّة التي اخترعها العالم الإنجليزي تيم بيرنرز لي. في كل الأحوال علاقة هذه الأمور مع معاداة أمريكا، هي أن الولايات المتّحدة الأمريكيّة هي من استولت على سوق تسويق كل هذه الابتكارات.

## تخفيف المعاداة لأمريكا
في بعض الأحيان، يساعد التطوّر والتقدّم على تخفيف حدّة العداء لأمريكا. في عام 2015م، شنّت وزارة العدل الأمريكية هجوماً على مؤسسة الفيفا بسبب فسادها، حيث لاحقت العديد من قادة كرة القدم حول العالم، بسبب الاشتباه في أنهم فاسدين. في هذه الحالة مثلاً، حظي دور أمريكا كـ «شرطي دولي» –الذي كان مكروهاً سابقاً-، بدعم دولي واسع النطاق.

## أوروبا
في مقال نُشر عام 2003، حدد المؤرخ ديفيد إلوود ما أسماه ثلاثة جذور عظيمة لمناهضة أمريكا:
- التمثيلات والصور والقوالب النمطية (منذ ولادة الجمهورية)
- تحدي القوة الاقتصادية والنموذج الأمريكي للتحديث (بشكل أساسي من 1910 و1920 فصاعدًا)
- الإسقاط المنظم للقوة السياسية والاستراتيجية والأيديولوجية الأمريكية (من الحرب العالمية الثانية فصاعدًا)

ومضى يقول إن تعبيرات الظاهرة في السنوات الستين الماضية احتوت على مجموعات دائمة التغير من هذه العناصر، وتعتمد التكوينات على الأزمات الداخلية داخل الجماعات أو المجتمعات التي تعبر عنها بقدر ما يفعله المجتمع الأمريكي بجميع أشكاله.
في عام 2004، كتب سيرجيو فابريني أن الأحادية المتصورة بعد 11 سبتمبر لغزو العراق عام 2003 غذت مشاعر معادية لأمريكا في أوروبا، مما أدى إلى ظهورها على السطح. في مقالته، سلط الضوء على المخاوف الأوروبية المحيطة بأمركة الاقتصاد والثقافة والسياسية في أوروبا. حدد فابريني في عام 2011 دورة في معاداة أمريكا: كانت متواضعة في التسعينيات، ونمت بشكل متفجر بين عامي 2003 و 2008، ثم تراجعت بعد عام 2008. وهو يرى أن النسخة الحالية مرتبطة بصور صنع السياسة الخارجية الأمريكية باعتبارها غير مقيدة من قبل المؤسسات الدولية أو الرأي العام العالمي. وبالتالي، فإن عملية السياسة أحادية الجانب وغرور صانعي السياسات، وليس قرارات السياسة المحددة، هي التي تكون حاسمة.
خلال إدارة جورج دبليو بوش، تراجع الرأي العام الأمريكي في معظم الدول الأوروبية. أظهر استطلاع لمشروع المواقف العالمية لمركز بيو للأبحاث أن «الآراء الإيجابية» لأمريكا بين عامي 2000 و 2006 انخفضت من 83٪ إلى 56٪ في المملكة المتحدة، ومن 62٪ إلى 39٪ في فرنسا، ومن 78٪ إلى 37٪ في ألمانيا ومن من 50٪ إلى 23٪ في إسبانيا. في إسبانيا، ارتفعت الآراء السلبية عن الأمريكيين من 30٪ في عام 2005 إلى 51٪ في عام 2006، وانخفضت الآراء الإيجابية عن الأمريكيين من 56٪ في عام 2005 إلى 37٪ في عام 2006.
في أوروبا في عام 2002، تم الإبلاغ عن تخريب الشركات الأمريكية في أثينا وزيورخ وتبليسي وموسكو وأماكن أخرى. في البندقية، قام 8 إلى 10 أفراد ملثمين زعموا أنهم مناهضون للعولمة بمهاجمة مطعم ماكدونالدز. في أثينا، في مظاهرات إحياء ذكرى انتفاضة 17 نوفمبر، كانت هناك مسيرة باتجاه السفارة الأمريكية للتأكيد على دعم الولايات المتحدة للمجلس العسكري اليوناني في الفترة من 1967 إلى 1974 وحضرها العديد من الأشخاص كل عام.
تصف روث هاتلابا، طالبة الدكتوراه في جامعة أوغسبورغ، وأندريه إس ماركوفيتس، أستاذ العلوم السياسية في جامعة ميشيغان، صورة الرئيس أوباما على أنها صورة ملاك-أو بتعبير أدق، نجم موسيقى الروك-في أوروبا في النقيض من صورة بوش الشيطانية هناك. لكنهم يجادلون بأن «أوباما مانيا» تخفي عدم ثقة عميق الجذور وازدراء بأمريكا.

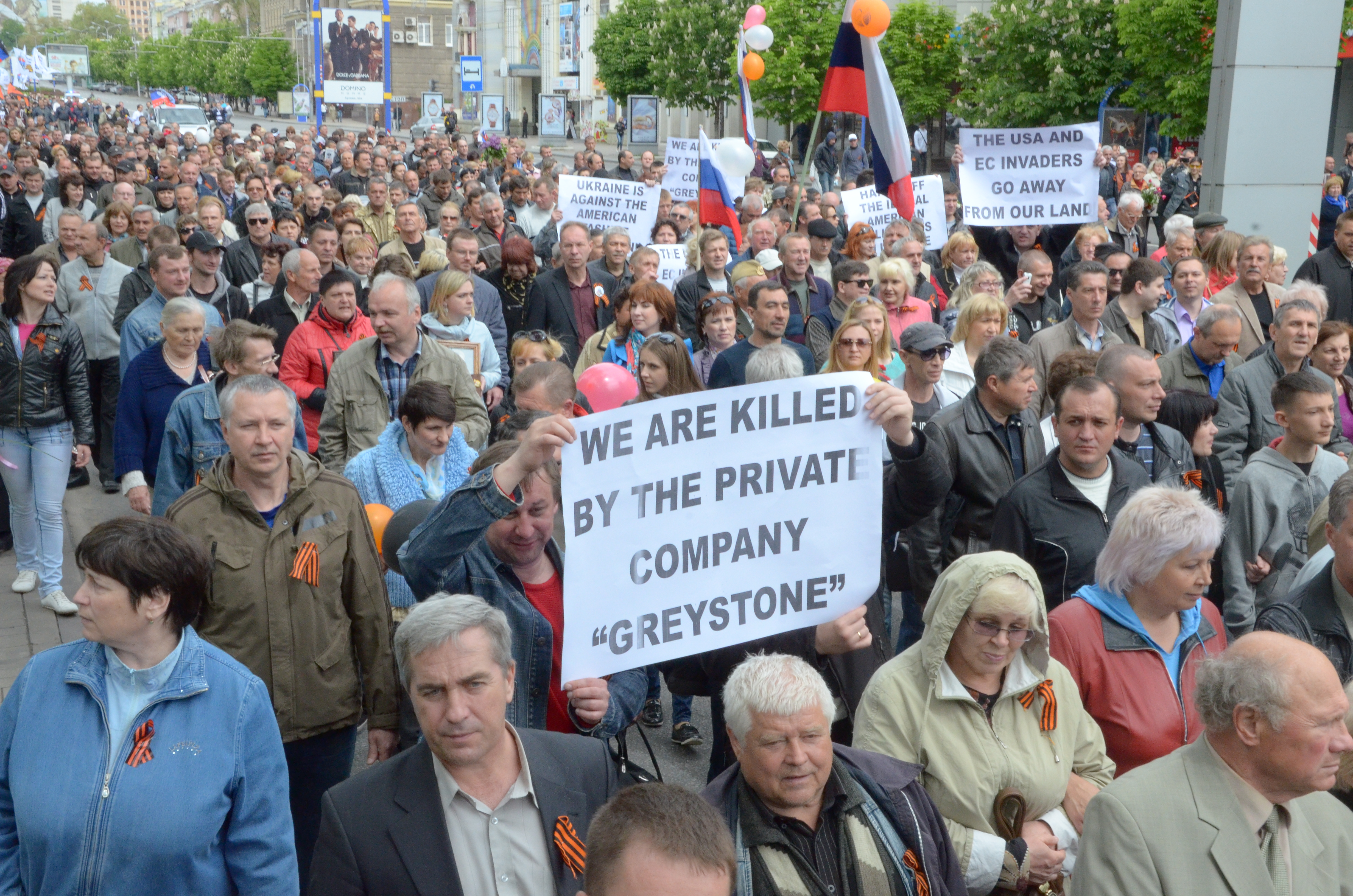
شعارات معادية لأمريكا ، يوم النصر في دونيتسك الناطقة بالروسية إلى حد كبير، أوكرانيا، 9 مايو 2014

### روسيا
لروسيا تاريخ طويل من معاداة أمريكا يعود إلى الأيام الأولى للحرب الباردة. في بعض استطلاعات الرأي الأخيرة حول السكان في روسيا، تتصدر الولايات المتحدة وحلفاؤها باستمرار قائمة «أكبر التهديدات». في عام 2013، كان 30٪ من الروس لديهم وجهة نظر «غير مواتية للغاية» أو «غير مواتية إلى حد ما» تجاه الأمريكيين و 40٪ ينظرون إلى الولايات المتحدة في صورة «غير مواتية للغاية» أو «غير مواتية إلى حد ما»، ارتفاعًا من 34٪ في عام 2012. تظهر الاستطلاعات الأخيرة من استطلاع مركز ليفادا أن 71٪ من الروس لديهم على الأقل موقف سلبي إلى حد ما تجاه الولايات المتحدة، ارتفاعًا من 38٪ في عام 2013. إنه الرقم الأكبر منذ انهيار الاتحاد السوفيتي. بالمقارنة مع التسعينيات، كان عدد الروس غير الراضين عن السياسات الأمريكية في ذلك الوقت أقل من 10٪ فقط.  في عام 2015، أظهر استطلاع جديد أجراه مركز ليفادا أن 81٪ من الروس لديهم الآن وجهات نظر غير مواتية للولايات المتحدة، ويفترض أن ذلك نتيجة للعقوبات الأمريكية والغربية المفروضة على روسيا بسبب الأزمة الأوكرانية. يقال إن العداء لأمريكا في روسيا بلغ أعلى مستوياته منذ نهاية الحرب الباردة. أظهر استطلاع أجراه مجلس شيكاغو وشريكه الروسي، مركز ليفادا في ديسمبر 2017، أن 78٪ من «الروس الذين شملهم الاستطلاع قالوا إن الولايات المتحدة تتدخل» بقدر كبير «أو» قدر معقول «في السياسة الروسية»، 24٪ فقط من الروس يقولون إن لديهم نظرة إيجابية عن الولايات المتحدة، و 81٪ من «الروس قالوا إنهم شعروا أن الولايات المتحدة تعمل على تقويض روسيا على المسرح العالمي».
تشير نتائج الاستطلاع التي نشرها مركز ليفادا إلى أنه اعتبارًا من أغسطس 2018، نظر الروس بشكل متزايد إلى الولايات المتحدة بشكل إيجابي بعد القمة الروسية الأمريكية في هلسنكي في يوليو 2018. ذكرت صحيفة موسكو تايمز أنه «للمرة الأولى منذ عام 2014، فاق عدد الروس الذين قالوا إن لديهم مشاعر» إيجابية «تجاه الولايات المتحدة (42 بالمائة) أولئك الذين أبلغوا عن مشاعر» سلبية «(40 بالمائة)». في فبراير 2020، قال 46٪ من الروس الذين شملهم الاستطلاع إن لديهم وجهة نظر سلبية تجاه الولايات المتحدة. وفقًا لمركز بيو للأبحاث، «57٪ من الروس الذين تتراوح أعمارهم بين 18 و 29 عامًا يرون الولايات المتحدة بشكل إيجابي، مقارنة بـ 15٪ فقط من الروس الذين تبلغ أعمارهم 50 عامًا أو أكبر.» في عام 2019، نظر 20٪ فقط من الروس إلى الرئيس الأمريكي دونالد ترامب بشكل إيجابي. أعرب 14٪ فقط من الروس عن موافقتهم الصافية على سياسات دونالد ترامب.

### فرنسا
في فرنسا، غالبًا ما يستخدم مصطلح «الأنجلو ساكسونية» للتعبير عن معاداة أمريكا أو رهاب الأنجلوفوبيا. كما كان لها استخدامات أكثر دقة في مناقشات الكتاب الفرنسيين حول الانحدار الفرنسي، لا سيما كنموذج بديل يجب أن تطمح إليه فرنسا، وكيف يجب أن تتكيف فرنسا مع أبرز منافسيها العالميين، وكيف ينبغي أن تتعامل مع التحديث الاجتماعي والاقتصادي.
تسببت حرب الهند الصينية الأولى في الهند الصينية وأزمة السويس عام 1956 في استياء اليمين الفرنسي، الذي كان غاضبًا بالفعل من نقص الدعم الأمريكي خلال ديان بيان فو في عام 1954. بالنسبة للاشتراكيين والشيوعيين من اليسار الفرنسي، كانت حرب فيتنام والإمبريالية الأمريكية مصدر الاستياء. بعد ذلك بكثير، أدت أسلحة الدمار الشامل المزعومة في قضية العراق إلى مزيد من تلطيخ الصورة الإيجابية السابقة. في عام 2008، اعتبر 85٪ من الفرنسيين أن الحكومة والبنوك الأمريكية هي الأكثر عرضة للأزمة المالية في 2007-2010.
في مساهمتها في الكتاب الأساسي «معاداة أمريكا في السياسة العالمية» الذي حرره بيتر كاتزنشتاين وروبرت كيوهان في عام 2006، كتبت صوفي مونييه عن معاداة فرنسا لأمريكا. وتؤكد أنه على الرغم من أن لها تاريخًا طويلاً (أقدم من الولايات المتحدة نفسها) وأنها أكثر المشاعر المعادية لأمريكا التي يمكن التعرف عليها بسهولة في أوروبا، فقد لا يكون لها عواقب سياسية حقيقية على الولايات المتحدة، وبالتالي قد تكون أقل ضررًا من كونها أكثر ضررًا. ومعاداة غير مرئية لأمريكا في بلدان أخرى.
في عام 2013، رأى 36٪ الولايات المتحدة نظرة «غير مواتية للغاية» أو «غير مواتية إلى حد ما».
في أكتوبر / تشرين الأول 2016، قال الرئيس الفرنسي فرانسوا هولاند: «عندما تلاحق المفوضية (الأوروبية) شركة جوجل أو العمالقة الرقميين الذين لا يدفعون الضرائب التي ينبغي عليهم دفعها في أوروبا، فإن أمريكا تتعامل مع الأمر. ومع ذلك، فإنهم بلا خجل يطلبون 8 مليارات من BNP أو 5 مليارات من دويتشه بنك». تم تغريم بنك بي ان بي باريبا الفرنسي في عام 2014 لانتهاكه العقوبات الأمريكية ضد إيران.

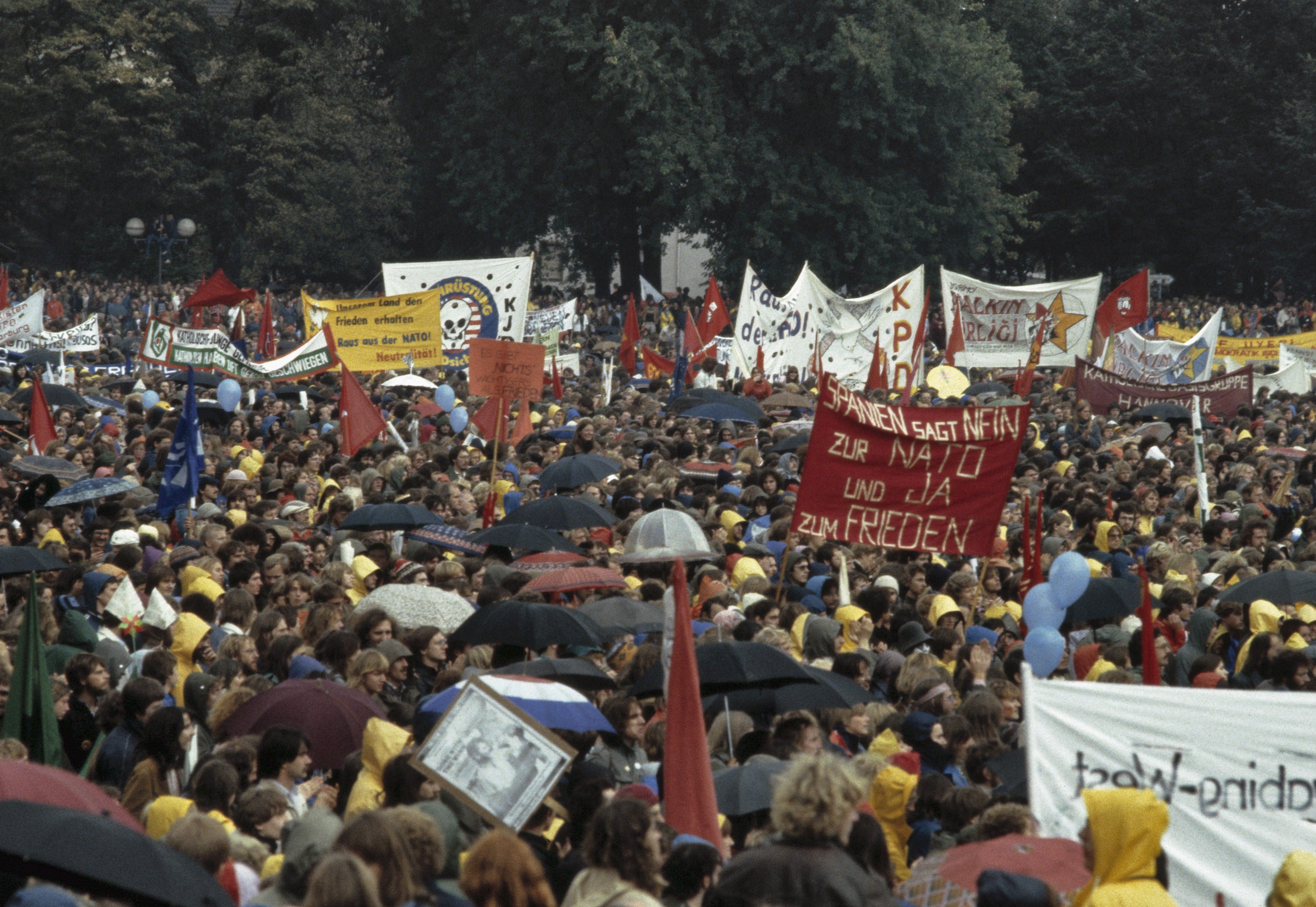
احتجاج على نشر صواريخ بيرشينج 2 في أوروبا ، بون ، ألمانيا الغربية ، 1981

### ألمانيا
شجب مخططو البحرية الألمانية في حقبة 1890-1910 مذهب مونرو باعتباره ذريعة قانونية تضخيم الذات للسيطرة على نصف الكرة الغربي. كانوا أكثر اهتمامًا بالقناة الأمريكية المحتملة في بنما، لأنها ستؤدي إلى الهيمنة الأمريكية الكاملة في منطقة البحر الكاريبي. تم وضع الرهانات في أهداف الحرب الألمانية التي اقترحتها البحرية في عام 1903: «موقف ثابت في جزر الهند الغربية»، و «يد حرة في أمريكا الجنوبية»، و «إلغاء رسمي لعقيدة مونرو» من شأنه أن يوفر قوة صلبة أساس «تجارتنا إلى جزر الهند الغربية وأمريكا الوسطى والجنوبية.» 
خلال الحرب الباردة، كانت معاداة أمريكا هي السياسة الرسمية للحكومة في ألمانيا الشرقية، وعوقب المعارضون. في ألمانيا الغربية، كانت معاداة أمريكا هي الموقف المشترك لليسار، لكن الأغلبية أشادت بأمريكا كحامية ضد الشيوعية وحليف أساسي في إعادة بناء الأمة. بعد إعادة التوحيد في عام 1990، يناضل الحزب الشيوعي في الشرق تحت اسم جديد، «دي لينك»، ويحافظ على موقفه القديم المعادي لأمريكا. واليوم تحذر من أن أمريكا تتآمر لإفساد علاقة ألمانيا الودية مع روسيا. رفض ألمانيا دعم الغزو الذي قادته الولايات المتحدة للعراق عام 2003 كان يُنظر إليه غالبًا على أنه مظهر من مظاهر معاداة أمريكا. تم إسكات معاداة أمريكا على اليمين منذ عام 1945، لكنها عادت للظهور في القرن الحادي والعشرين خاصة في حزب البديل من أجل ألمانيا (AfD) الذي بدأ في معارضة الاتحاد الأوروبي، وأصبح الآن معاديًا لأمريكا ومعادًا للهجرة. تصاعد الانزعاج أو عدم الثقة بالأمريكيين في عام 2013 بعد الكشف عن تجسس أمريكي على كبار المسؤولين الألمان، بمن فيهم المستشارة ميركل.
في القضية المحيطة بصحفي دير شبيغل كلاس ريلوتيوس، كتب السفير الأمريكي في ألمانيا ريتشارد جرينيل إلى المجلة يشكو من تحيز مؤسسي مناهض لأمريكا («ضد أمريكا اللاتينية») وطلب إجراء تحقيق مستقل. كتب جرينيل أن «هذه القصص الإخبارية المزيفة تركز بشكل كبير على سياسات الولايات المتحدة وشرائح معينة من الشعب الأمريكي».

### اليونان
تم التبرع بتمثال الرئيس الأمريكي هاري ترومان لأثينا من قبل الرابطة الأمريكية التقدمية التعليمية اليونانية (واحدة من أكبر المجموعات اليونانية الأمريكية) تكريماً لمبدأ ترومان، الذي قدم ملياري دولار من المساعدات الاقتصادية والعسكرية للحكومة اليونانية لمحاربة. حرب العصابات الشيوعية في عام 1946 أثناء الحرب الأهلية في البلاد. ومع ذلك فقد تعرضت لحوادث تخريب ، بما في ذلك الإطاحة بها خمس مرات على الأقل ، من قبل المتظاهرين المناهضين لأمريكا ضد السياسة الخارجية الأمريكية السابقة والحالية. وفقًا لاستطلاع أجراه مركز بيو للأبحاث عام 2016، ربط 72٪ من المستجيبين اليونانيين الأمريكيين بالغطرسة و 68٪ ارتبطوا بالجشع. كانت كلا النسبتين أعلى قليلاً من 14 دولة أخرى شملها الاستطلاع.

### هولندا
على الرغم من أن الهولنديين اتخذوا موقفًا إيجابيًا تجاه أمريكا بشكل عام، إلا أنه كانت هناك تيارات سلبية في أعقاب الحرب العالمية الثانية حيث ألقى الهولنديون باللوم على السياسة الأمريكية باعتبارها السبب وراء تمكن مستعمراتهم في جنوب شرق آسيا من الحصول على الاستقلال. ينسبون إنقاذهم من النازيين في 1944-1945 للجيش الكندي. استمرت مواقف ما بعد الحرب في الغموض الدائم في معاداة أمريكا: علاقة الحب والكراهية، أو الاستعداد لتبني الأنماط الثقافية الأمريكية مع التعبير عن انتقادها في نفس الوقت. في الستينيات، انتعشت المشاعر المعادية لأمريكا إلى حد كبير كرد فعل ضد حرب فيتنام. كان كبار المدافعين الأوائل عن الحزب هم الطلاب اليساريين والصحفيين والمثقفين غير المنتمين إلى الحزب. تشير استطلاعات الرأي العام الهولندية (1975–83) إلى موقف ثابت تجاه الولايات المتحدة. فقط 10٪ من الناس كانوا معاديين بشدة لأمريكا. جاء الخطاب الأكثر حدة من الجناح اليساري للسياسة الهولندية ويمكن أن يؤدي إلى حد كبير إلى عواقب المشاركة الهولندية في الناتو.

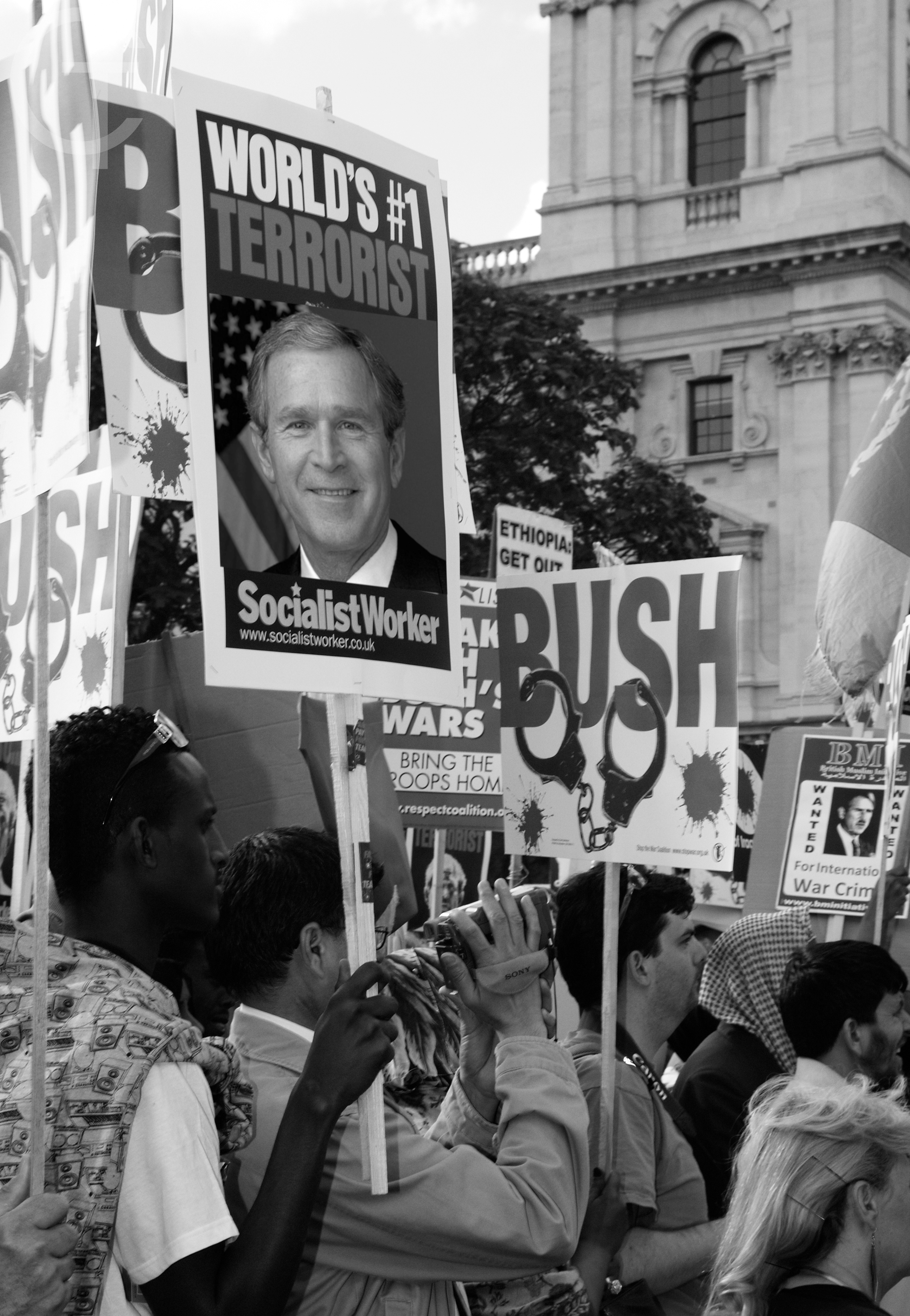
مظاهرة مناهضة للحرب ضد جورج دبليو بوش إلى لندن عام 2008

### المملكة المتحدة
وفقًا استطلاع لمشروع المواقف العالمية لمركز بيو للأبحاث، خلال إدارة جورج دبليو بوش، انخفضت «الآراء الإيجابية» لأمريكا بين عامي 2000 و 2006 من 83٪ إلى 56٪ في المملكة المتحدة.
ناقشت المقالات الإخبارية والمدونات التجارب السلبية للأمريكيين الذين يعيشون في المملكة المتحدة.
أصبحت المشاعر المعادية لأمريكا أكثر انتشارًا في المملكة المتحدة في أعقاب حرب العراق والحرب في أفغانستان.

### أيرلندا
من الواضح أن المشاعر السلبية تجاه السياح الأمريكيين قد ارتفعت في الفترة ما بين عامي 2012 و 2014

## آسيا

### الصين
لدى الصين تاريخ من معاداة أمريكا يبدأ بالازدراء العام للأجانب في أوائل القرن التاسع عشر والذي بلغ ذروته في ثورة الملاكمين عام 1900، والتي ساعدت الولايات المتحدة في قمعها عسكريًا.
خلال الحرب الصينية اليابانية الثانية والحرب العالمية الثانية ، قدمت الولايات المتحدة مساعدات اقتصادية وعسكرية لحكومة شيانغ كاي شيك ضد الغزو الياباني. على وجه الخصوص ، حاول «الأيدي الصينية» (الدبلوماسيون الأمريكيون المعروفون بمعرفتهم بالصين) أيضًا إقامة اتصالات دبلوماسية مع نظام ماو تسي تونغ الشيوعي في معقلهم في يانان ، بهدف تعزيز الوحدة بين القوميين والشيوعيين.
ومع ذلك ، توترت العلاقات بعد انتصار الشيوعيين في الحرب الأهلية الصينية وانتقال حكومة تشيانغ إلى تايوان ، جنبًا إلى جنب مع بداية الحرب الباردة وصعود المكارثية في السياسة الأمريكية. خاضت الصين والولايات المتحدة الشيوعية حديثًا حربًا كبرى غير معلنة في كوريا ، 1950-1953، ونتيجة لذلك ، بدأ الرئيس هاري إس ترومان في الدعوة إلى سياسة الاحتواء وأرسل الأسطول السابع للولايات المتحدة لردع غزو شيوعي محتمل لتايوان.
وقعت الولايات المتحدة على معاهدة الدفاع المتبادل الصينية الأمريكية مع تايوان التي استمرت حتى عام 1979، وخلال هذه الفترة ، لم تعترف الولايات المتحدة بالحكومة الشيوعية في بكين دبلوماسيًا بحلول عام 1950، وغادر جميع الموظفين الدبلوماسيين الأمريكيين تقريبًا البر الرئيسي للصين ، وواحدًا من كانت أهداف ماو السياسية هي تحديد وتدمير الفصائل داخل الصين التي قد تكون مواتية للرأسمالية.

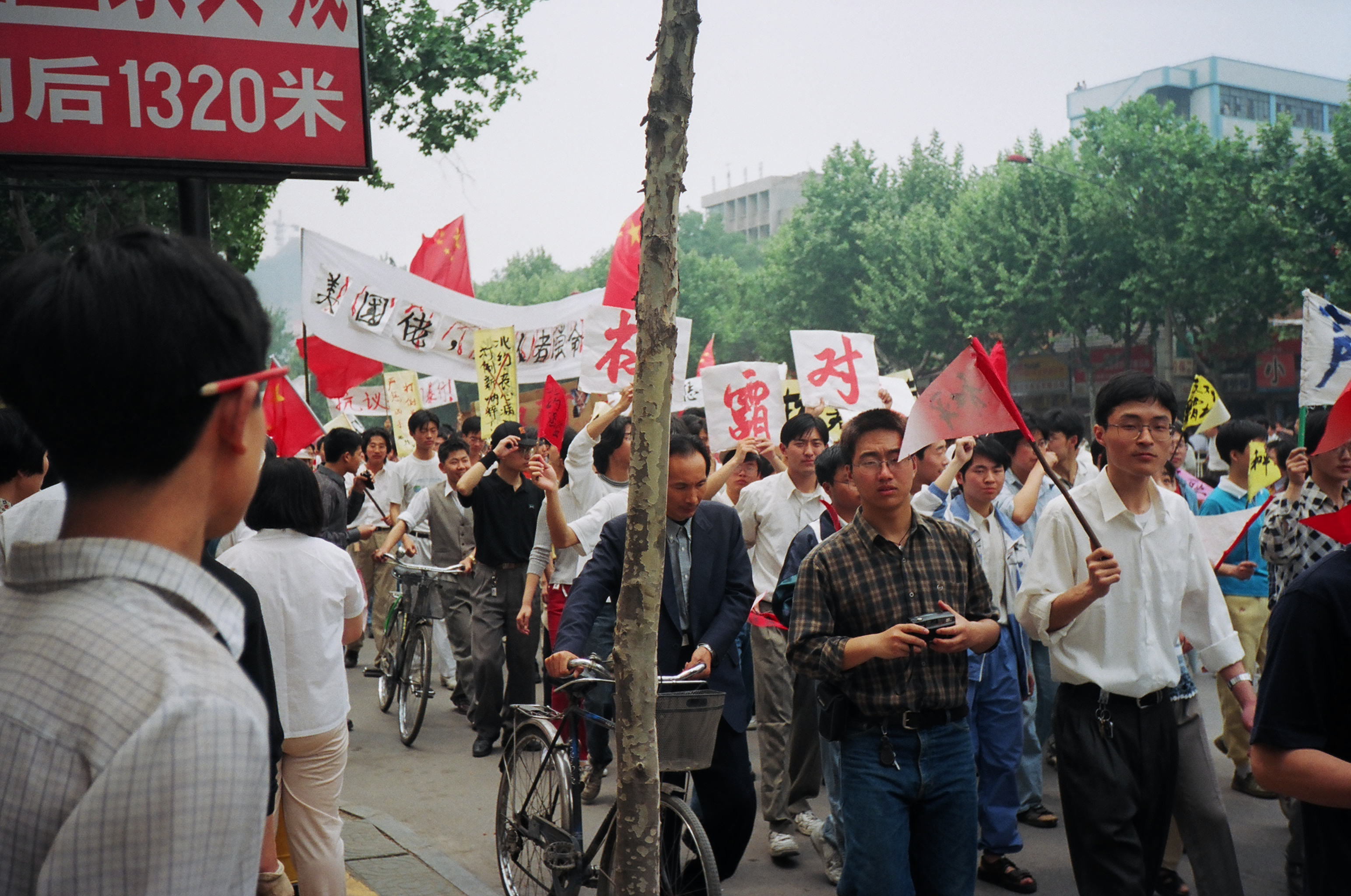
احتجاجات مناهضة لأمريكا في نانجينغ بعد قصف الولايات المتحدة للسفارة الصينية في بلغراد ، 1999

سخر ماو في البداية من الولايات المتحدة ووصفها بأنها «نمر من ورق» محتلة لتايوان، «عدو شعوب العالم وعزل نفسها بشكل متزايد» و «الجماعات الرأسمالية الاحتكارية»، وقيل إن ماو لم يقصد أبدًا إقامة علاقات ودية مع  ومع ذلك، بسبب الانقسام الصيني السوفياتي وتزايد التوتر بين الصين والاتحاد السوفيتي، أشار الرئيس الأمريكي ريتشارد نيكسون إلى إعادة قبول دبلوماسي مع الصين الشيوعية، وشرع في زيارة رسمية في عام 1972. تم استعادة العلاقات الدبلوماسية بين البلدين في نهاية المطاف في عام 1979. بعد وفاة ماو، شرع دنغ شياو بينغ في إصلاحات اقتصادية، وتضاءل العداء بشكل حاد، بينما أصبحت التجارة والاستثمارات على نطاق واسع، وكذلك التبادلات الثقافية من العوامل الرئيسية. بعد احتجاجات ميدان تيانانمين عام 1989، فرضت الولايات المتحدة عقوبات اقتصادية وعسكرية على الصين، على الرغم من استمرار العلاقات الدبلوماسية الرسمية.
في التسعينيات ، أدت حوادث مثل حادثة Yinhe أو قصف الولايات المتحدة للسفارة الصينية في بلغراد إلى زيادة معاداة أمريكا في الصين بشكل كبير ، حيث احتج الكثير من الناس عندما حدث هذا الأخير.
في عام 2001، تضررت العلاقات الدبلوماسية والانطباع بشكل أكبر بسبب حادثة جزيرة هاينان ، حيث أدى تصادم بين طائرة أمريكية وصينية إلى وفاة الطيار الصيني.
في عام 2013، أظهر 53٪ من الصينيين الذين شاركوا في استطلاع بيو وجهة نظر «غير مواتية للغاية» أو «غير مواتية إلى حد ما» للعلاقات الأمريكية ، تحسنت بشكل طفيف بالقرب من نهاية ولاية أوباما في عام 2016، حيث أعرب 44٪ من الصينيين عن رأي غير مواتٍ بشأن العلاقات الأمريكية. الولايات المتحدة مقابل 50٪ من المستجيبين الذين أبدوا رأيًا إيجابيًا
كانت هناك زيادة كبيرة في المشاعر المعادية لأمريكا منذ أن شن الرئيس الأمريكي دونالد ترامب حربًا تجارية ضد الصين، حيث قامت وسائل الإعلام الصينية ببث أفلام الحرب الكورية. في مايو 2019، قالت جلوبال تايمز إن «الحرب التجارية مع الولايات المتحدة في الوقت الحالي تذكر الصينيين بالصراعات العسكرية بين الصين والولايات المتحدة خلال الحرب الكورية».

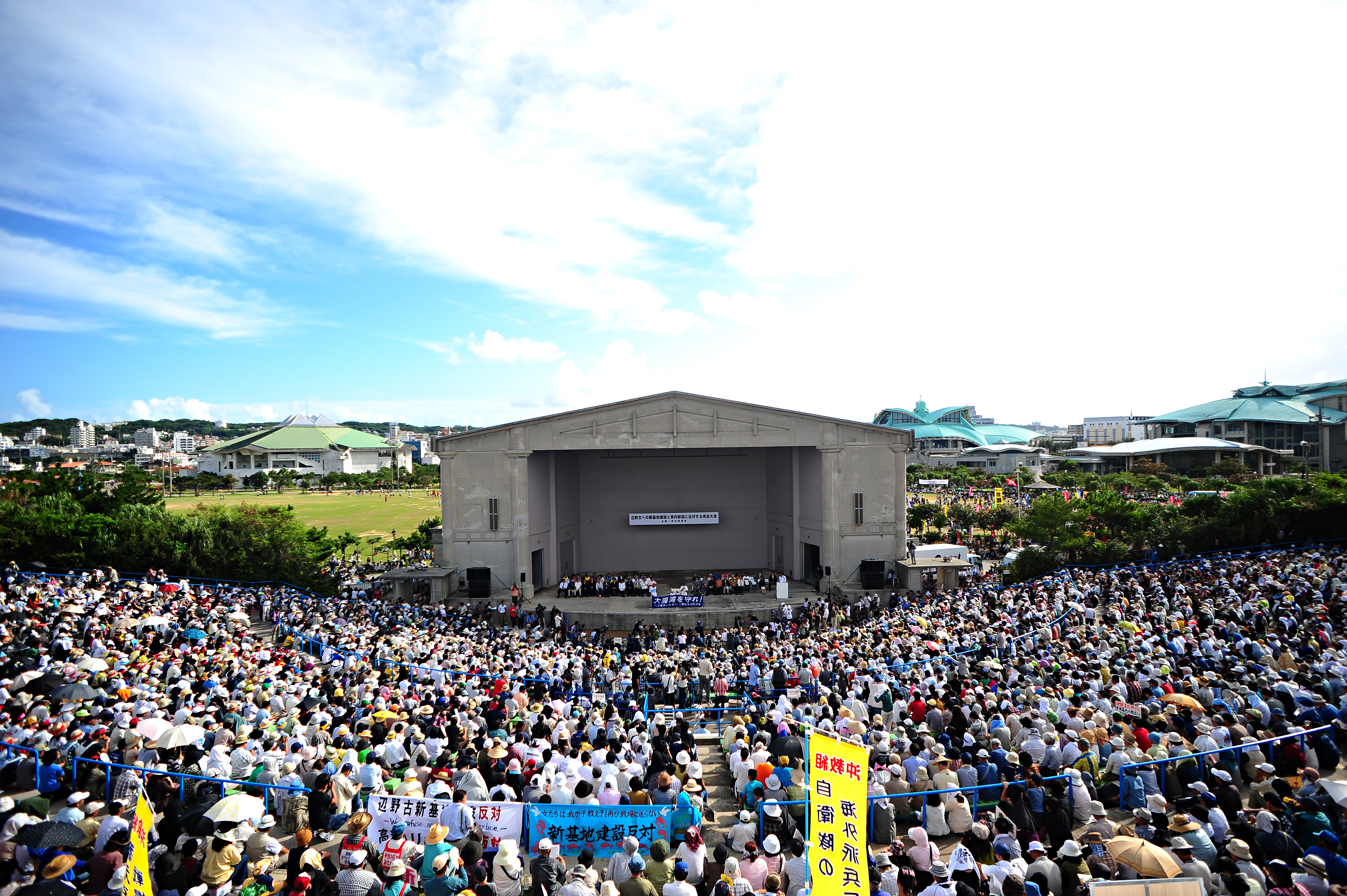
أوكيناوا يحتجون على محطة فوتينما الجوية لمشاة البحرية الأمريكية في جينوان ، 8 نوفمبر 2009

### اليابان
في اليابان، يتم الإبلاغ أحيانًا عن الاعتراضات على سلوك ووجود الأفراد العسكريين الأمريكيين على أنها معاداة لأمريكا، مثل حادثة الاغتصاب في أوكيناوا عام 1995. اعتبارًا من 2008، ظل الوجود العسكري الأمريكي المستمر في أوكيناوا قضية خلافية في اليابان.
بينما نشأت الاحتجاجات بسبب حوادث محددة، فإنها غالبًا ما تعكس استياءًا تاريخيًا أعمق. يقترح روبرت هاثاواي، مدير برنامج آسيا التابع لمركز ويلسون، ما يلي: «يجب ألا يُنظر إلى نمو المشاعر المعادية لأمريكا في كل من اليابان وكوريا الجنوبية على أنه مجرد استجابة للسياسات والإجراءات الأمريكية، بل يعكس الاتجاهات والتطورات المحلية الأعمق داخل هذه البلدان الآسيوية». في اليابان، ساهمت مجموعة متنوعة من المواضيع في معاداة أمريكا في حقبة ما بعد الحرب، بما في ذلك النزعة السلمية إلى اليسار، والقومية على اليمين، والمخاوف الانتهازية بشأن النفوذ الأمريكي في الحياة الاقتصادية اليابانية.

### كوريا الجنوبية
في حديثها إلى مركز ويلسون ، لاحظت كاثرين مون أنه في حين أن غالبية الكوريين الجنوبيين يدعمون التحالف الأمريكي ، فإن «معاداة أمريكا تمثل أيضًا التنفيس الجماعي عن المظالم المتراكمة التي كانت مخبأة في كثير من الحالات لعقود». في التسعينيات ، لاحظ العلماء وصانعو السياسات ووسائل الإعلام أن معاداة أمريكا كانت مدفوعة برفض الاستبداد والقومية الناشئة ، واستمرت هذه النزعة القومية المعادية لأمريكا في العقد الأول من القرن الحادي والعشرين والتي غذتها عدد من الحوادث مثل `` صندوق النقد الدولي ''. مصيبة. خلال أوائل التسعينيات ، أصبحت عاهرات الأميرة الغربية للجنود الأمريكيين رمزًا للقومية المعادية لأمريكا.
«عزيزي الأمريكي» هي أغنية معادية لأمريكا غناها ساي. «فاكينك أمريكا» هي أغنية احتجاجية مناهضة لأمريكا كتبها المغني والناشط الكوري الجنوبي يون مين سوك. معادية بشدة للسياسة الخارجية للولايات المتحدة ومعادية لبوش، كُتبت الأغنية في عام 2002 في وقت، بعد الجدل الأولمبي في آبولو اونو وحادث في يانغجو توفي فيه اثنان من طلاب المدرسة الإعدادية الكوريين بعد أن صدمتهم عربة تابعة للجيش الأمريكي، وصلت المشاعر المعادية لأمريكا في كوريا الجنوبية إلى مستويات عالية. ومع ذلك، بحلول عام 2009، تم الإبلاغ عن أن غالبية الكوريين الجنوبيين لديهم وجهة نظر إيجابية تجاه الولايات المتحدة. في عام 2014، كان لدى 58٪ من الكوريين الجنوبيين نظرة إيجابية تجاه الولايات المتحدة، مما جعل كوريا الجنوبية واحدة من أكثر دول العالم تأييدًا لأمريكا.

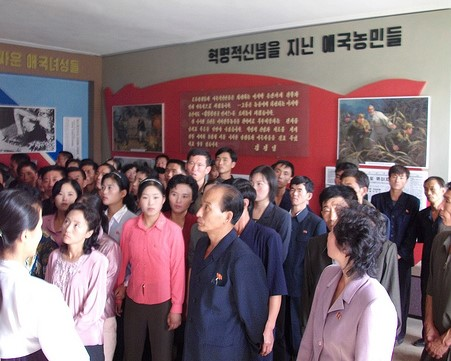
كوريون شماليون يتجولون في متحف فظائع الحرب الأمريكية في عام 2009

### كوريا الشمالية
كانت العلاقات بين كوريا الشمالية والولايات المتحدة عدائية منذ الحرب الكورية، وقد أدى تطوير السابق للأسلحة النووية والصواريخ بعيدة المدى إلى زيادة التوتر بين البلدين. تحتفظ الولايات المتحدة حاليًا بوجود عسكري في كوريا الجنوبية، وكان الرئيس جورج دبليو بوش قد وصف كوريا الشمالية سابقًا بأنها جزء من «محور الشر».
في كوريا الشمالية ، يوليو هو «شهر النضال المشترك ضد أمريكا»، مع احتفالات للتنديد بالولايات المتحدة 

### الفيلبين
في أكتوبر 2012، تم العثور على سفن أمريكية تلقي نفايات سامة في خليج سوبيك، مما أدى إلى تحفيز معاداة أمريكا ومهد الطريق لتجمعات متعددة. عندما قام الرئيس الأمريكي باراك أوباما بجولة في آسيا، في منتصف وأواخر أبريل 2014 لزيارة ماليزيا وكوريا الجنوبية واليابان والفلبين، تظاهر المئات من الاحتجاجات الفلبينية في مانيلا وهم يهتفون بشعارات مناهضة لأوباما، حتى أن بعضهم أحرق أعلامًا أمريكية وهمية.
ومع ذلك، على الرغم من هذه الحوادث، أظهر استطلاع أجرته هيئة الإذاعة البريطانية في عام 2011 أن 90٪ من الفلبينيين لديهم وجهة نظر إيجابية تجاه الولايات المتحدة، أعلى من وجهة نظر الولايات المتحدة في أي دولة أخرى. وفقًا لاستطلاع أجراه مركز بيو للأبحاث في عام 2014، رأى 92 ٪ من الفلبينيين الولايات المتحدة بشكل إيجابي، مما جعل الفلبين أكثر دولة موالية لأمريكا في العالم.

### أفغانستان
أدت ضربات الطائرات بدون طيار إلى تنامي المشاعر المعادية لأمريكا.

### باكستان
ارتفعت المواقف السلبية تجاه نفوذ الولايات المتحدة على العالم في باكستان نتيجة لهجمات الطائرات الأمريكية بدون طيار على البلاد التي أدخلها جورج دبليو بوش واستمرها باراك أوباما. في استطلاع للرأي استطلع الآراء تجاه الولايات المتحدة، سجلت باكستان على أنها الدولة الأكثر انحيازًا سلبيًا، جنبًا إلى جنب مع صربيا.

## الشرق الأوسط
بعد الحرب العالمية الأولى، تم الإعجاب بإعلان الرئيس الأمريكي وودرو ويلسون للديمقراطية والحرية وتقرير المصير في النقاط الأربع عشرة، وخلال الحرب العالمية الثانية، تلقت المثل العليا لميثاق الأطلسي إشعارًا إيجابيًا. وفقًا لما قاله تميم أنصاري، في «مصير تمزق: تاريخ العالم بعيون إسلامية» (2009)، كانت الآراء المبكرة لأمريكا في الشرق الأوسط والعالم الإسلامي إيجابية في الغالب.
كما هو الحال في أي مكان آخر في العالم، ترتبط التوترات الحادة في معاداة أمريكا في المنطقة بتبني أو تكرار سياسات معينة من قبل حكومة الولايات المتحدة، وخاصة دعمها لإسرائيل في احتلال فلسطين وحرب العراق. فيما يتعلق بأحداث الحادي عشر من سبتمبر، أشار استطلاع للرأي أجرته مؤسسة غالوب، على سبيل المثال، إلى أنه في حين عارض بعض المسلمين (93٪) الذين شملهم الاستطلاع الهجوم، هو أيده 7٪ (يُطلق عليهم «المتطرفون» في الاستطلاع)، مشيرين لصالحهم، وليس وجهات النظر الدينية، ولكن الاشمئزاز من سياسات الولايات المتحدة. في الواقع، عند استهداف الأصول الأمريكية أو الغربية الأخرى في المنطقة، أشارت الجماعات المسلحة المتطرفة في الشرق الأوسط، بما في ذلك القاعدة، إلى السياسات الأمريكية والجرائم المزعومة ضد الإنسانية لتبرير هجماتها. على سبيل المثال، لشرح تفجير أبراج الخبر (الذي قُتل فيه 19 طيارًا أمريكيًا)، ذكر بن لادن، على الرغم من إثبات عدم ارتكابه للهجوم، دعم الولايات المتحدة لإسرائيل في حالات الهجمات ضد المسلمين، مثل مذبحة صبرا وشاتيلا ومجزرة قانا أسباب الاعتداء.
كما استشهدت القاعدة بالعقوبات الأمريكية على العراق وقصفه في مناطق حظر الطيران العراقية (1991-2003)، والتي تسببت في خسائر كبيرة في السكان المدنيين في البلاد العربية، كمبرر لقتل الأمريكيين.
على الرغم من أن علماء اليمين (على سبيل المثال بول هولاندر) أهمية الدور الذي يلعبه التدين والثقافة والتخلف في تأجيج المشاعر المعادية لأمريكا في المنطقة، وأشار الاستطلاع إلى أن التطرف بين العرب أو المسلمين لا يرتبط بالفقر أو التخلف أو التدين. في الواقع، ثبت أن الراديكاليين أفضل تعليما وأكثر ثراء من «المعتدلين».
ومع ذلك، هناك أيضًا بُعد ثقافي لمناهضة أمريكا بين الجماعات الدينية والمحافظة في الشرق الأوسط. قد تكون أصولها مع سيد قطب. قطب، المصري الذي كان المفكر الرائد في جماعة الإخوان المسلمين، درس في غريلي، كولورادو من 1948 إلى 1950، وكتب كتابًا بعنوان أمريكا رايت (1951) بناءاً على انطباعاته. في ذلك، شجب كل شيء في أمريكا من الحرية الفردية والذوق في الموسيقى إلى اجتماعات الكنيسة الاجتماعية وقصات الشعر. كتب قطب: «رقصوا على أنغام الجراموفون، وكانت حلبة الرقص مليئة بالنقر بالأقدام، والأرجل المغرية، والأذرع ملفوفة حول الخصر، والشفاه مضغوطة على الشفتين، والصناديق مضغوطة على الصدور. كان الجو مليئًا بالرغبة»  لقد قدم تسلسلاً زمنيًا مشوهًا للتاريخ الأمريكي وأزعجه نساءها المتحررات جنسيًا: «الفتاة الأمريكية على دراية جيدة بقدرة جسدها على الإغواء. تعرف أنها تكمن في الوجه، وفي عيون معبرة، وشفاه عطشي. إنها تعرف أن الإغواء يكمن في استدارة الثديين، والأرداف الممتلئة، وفي الفخذين الرشيقين، والساقين الملساء- وهي تظهر كل هذا ولا تخفيه». كان منزعجًا بشكل خاص من موسيقى الجاز، التي وصفها بالموسيقى الأمريكية المفضلة ، والتي «ابتكرها الزنوج لإشباع حبهم للضوضاء وإثارة رغباتهم الجنسية»  أثرت كتابات قطب على أجيال من المناضلين والمتطرفين في الشرق الأوسط الذين اعتبروا أمريكا مغرية ثقافية عازمة على قلب العادات والأخلاق التقليدية، خاصة فيما يتعلق بالعلاقات بين الجنسين.
أثرت أفكار قطب على أسامة بن لادن، وهو متطرف سعودي مناهض لأمريكا، ومؤسس تنظيم القاعدة الجهادي. بالاشتراك مع العديد من القادة الإسلاميين المتشددين الآخرين، أصدر بن لادن فتاوى - في عام 1996 ثم مرة أخرى في عام 1998 - على المسلمين أن يقتلوا العسكريين والمدنيين في الولايات المتحدة حتى تسحب حكومة الولايات المتحدة القوات العسكرية من الدول الإسلامية وتسحب دعمها لها. إسرائيل.
بعد فتوى عام 1996 بعنوان «إعلان الحرب ضد الأمريكيين الذين يحتلون أرض الحرمين الشريفين»، وضع بن لادن في ملف جنائي من قبل مكتب التحقيقات الفيدرالي الأمريكي (FBI) بموجب قانون الحرب الأهلية الأمريكية الذي يحظر التحريض على العنف ومحاولة قلب حكومة الولايات المتحدة. كما وجهت إليه لائحة اتهام في محكمة اتحادية بالولايات المتحدة لتورطه المزعوم في تفجيرات السفارة الأمريكية عام 1998 في دار السلام، تنزانيا ونيروبي، كينيا، وكان مدرجًا في قائمة مكتب التحقيقات الفيدرالي العشرة المطلوبين الهاربين. في 14 يناير 2009، تعهد بن لادن بمواصلة القتال وفتح جبهات جديدة ضد الولايات المتحدة نيابة عن العالم الإسلامي.
في عام 2002 وفي منتصف عام 2004، استطلعت شركة زغبي إنترناشونال التصنيفات الإيجابية/غير المواتية للولايات المتحدة في المملكة العربية السعودية ومصر والأردن ولبنان والمغرب والإمارات العربية المتحدة. في استطلاع زغبي لعام 2002، كان 76٪ من المصريين لديهم موقف سلبي تجاه الولايات المتحدة، مقارنة بـ 98٪ في عام 2004. في المغرب، رأى 61٪ أن البلاد كانت سلبية في عام 2002، لكن في غضون عامين، قفز هذا الرقم إلى 88٪. في المملكة العربية السعودية، ارتفعت هذه الردود من 87٪ في عام 2002 إلى 94٪ في عام 2004. لم تتغير المواقف تقريبًا في لبنان ولكنها تحسنت قليلاً في الإمارات العربية المتحدة، من 87٪ قالوا في عام 2002 أنهم لا يحبون الولايات المتحدة إلى 73٪ في عام 2004. ومع ذلك، فقد اعترضت معظم هذه الدول بشكل أساسي على السياسات الخارجية التي اعتبرتها غير عادلة.

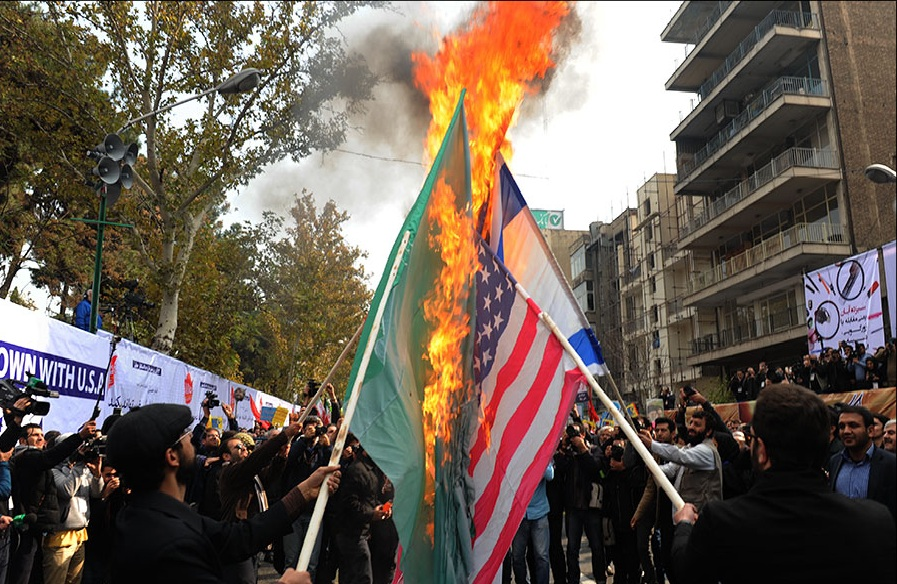
احتجاج في طهران في 4 نوفمبر 2015 ضد الولايات المتحدة وإسرائيل والمملكة العربية السعودية

### إيران
تم استخدام الهتاف «الموت لأمريكا» (بالفارسية: مرگ بر آمریکا) في إيران منذ الثورة الإيرانية عام 1979 على الأقل  جنبًا إلى جنب مع عبارات أخرى غالبًا ما يتم تمثيلها على أنها معادية لأمريكا. تم الاستشهاد بانقلاب عام 1953 الذي شاركت فيه وكالة المخابرات المركزية باعتباره شكوى. اللوحات الجدارية التي ترعاها الدولة والتي تتميز بأنها مناهضة لأمريكا تنتشر في شوارع طهران. لقد قيل أن معاداة أمريكا في عهد آية الله الخميني لم تكن أكثر من مجرد وسيلة للتمييز بين المؤيدين المحليين والمنتقدين، وحتى عبارة «الشيطان الأكبر» التي ارتبطت سابقًا بمعاداة أمريكا، يبدو أنها تشير الآن إلي كل من الحكومتين الأمريكية والبريطانية.
كانت أزمة الرهائن في إيران التي استمرت من عام 1979 إلى عام 1981، والتي احتُجز فيها 52 أمريكيًا كرهائن في طهران لمدة 444 يومًا، أيضًا تعبيرًا عن معاداة أمريكا، وهو ما أدى إلى تفاقم التصورات المتبادلة بين الولايات المتحدة وإيران إلى حد كبير.

### الأردن
إن العداء لأمريكا محسوس بقوة في الأردن وهو آخذ في الارتفاع منذ عام 2003 على الأقل. على الرغم من حقيقة أن الأردن هو أحد أقرب حلفاء أمريكا في الشرق الأوسط وأن الحكومة الأردنية موالية لأمريكا وموالية للغرب، إلا أن معاداة الأردنيين لأمريكا هي من بين أعلى المعدلات في العالم. تصاعدت المشاعر المعادية لأمريكا بشكل كبير بعد غزو العراق عام 2003، عندما غزا تحالف تقوده الولايات المتحدة العراق للإطاحة بصدام حسين من السلطة. وفقًا للعديد من استطلاعات الرأي التي أجرتها مؤسسة لمركز بيو للأبحاث منذ عام 2003، كان 99٪ من الأردنيين ينظرون إلى الولايات المتحدة بشكل سلبي. على الرغم من أن بيانات عام 2017 تشير إلى أن المواقف السلبية تجاه الولايات المتحدة والشعب الأمريكي قد انخفضت إلى 82٪ و 61٪ على التوالي، إلا أن معدلات معاداة أمريكا في الأردن لا تزال من بين أعلى المعدلات في العالم.

### فلسطين
في يوليو 2013، دعا رجل الدين الفلسطيني عصمت الحموري، زعيم حزب التحرير في القدس، إلى تدمير أمريكا وفرنسا وبريطانيا وروما لغزو وتدمير أعداء "أمة الإسلام". وحذر: نحذركم يا أمريكا: ارفعوا أيديكم عن المسلمين. لقد أحدثتم الخراب في سوريا، وقبل ذلك في أفغانستان والعراق والآن في مصر. من تعتقد نحن يا أمريكا؟ نحن أمة الإسلام - أمة عملاقة قوية تمتد من الشرق إلى الغرب. قريبا سنعلمك درسا سياسيا وعسكريا ان شاء الله. الله أكبر. سبحان الله" كما حذر الحموري الرئيس الأمريكي باراك أوباما من أن هناك صعودًا وشيكًا لإمبراطورية إسلامية موحدة من شأنها أن تغرس القانون الديني في جميع رعاياها.
تنبع العداء لأمريكا في فلسطين من معارضة الدعم الأمريكي الطويل الأمد لإسرائيل.

### المملكة العربية السعودية
في المملكة العربية السعودية ، وُصفت المشاعر المعادية لأمريكا بأنها «شديدة»  و «في أعلى مستوياتها على الإطلاق».
وطبقاً للمسح الذي أجرته المخابرات السعودية لـ «المثقفين السعوديين الذين تتراوح أعمارهم بين 25 و 41» الذي تم إجراؤه بعد وقت قصير من هجمات 11 سبتمبر "فقد خلص إلى أن 95 بالمائة من الذين شملهم الاستطلاع أيدوا قضية بن لادن. (ورد أن دعم بن لادن قد تضاءل بحلول عام 2006، وبحلول ذلك الوقت، أصبح السكان السعوديون أكثر موالاة للولايات المتحدة، بعد أن شنت الجماعات المرتبطة بالقاعدة هجمات داخل المملكة العربية السعودية. تم نشر الاقتراح في مجلس سياسة الدفاع بـ "إخراج أمريكا من السعودية'' كخطة أمريكية سرية للمملكة.

### تركيا
في عام 2009، أثناء زيارة الرئيس الأمريكي باراك أوباما لتركيا، حمل المتظاهرون المناهضون للولايات المتحدة لافتات كتب عليها «أوباما، الرئيس الجديد للإمبريالية الأمريكية التي هي عدو شعوب العالم، يداك أيضًا ملطختان بالدماء. اخرجوا من بلادنا». وهتف المتظاهرون أيضا بعبارات مثل «يانكي اذهب إلى المنزل» و «أوباما عد إلى المنزل». أشار استطلاع للرأي أجرته مركز بيو للأبحاثعام 2017 إلى أن 67٪ من المشاركين الأتراك لديهم آراء غير مواتية للأمريكيين و 82٪ لا يوافقون على انتشار الأفكار والعادات الأمريكية في بلادهم؛ كلا النسبتين كانتا الأعلى من بين جميع الدول التي شملها الاستطلاع.

## الأمريكتان
جميع بلدان شمال وجنوب أمريكا (بما في ذلك كندا، والولايات المتحدة الأمريكية، وأمريكا اللاتينية وغالبا ما يشار بلدا) باسم «الأمريكتان» في أنجلوسفير. في الولايات المتحدة ومعظم البلدان خارج أمريكا اللاتينية، يشير المصطلحان «أمريكا» و «أمريكا» عادةً إلى الولايات المتحدة الأمريكية ومواطنيها على التوالي. في تسعينيات القرن التاسع عشر، أشار الكاتب الكوبي خوسيه مارتي في مقال بعنوان «أمريكا لدينا» إلى اعتراضه على هذا الاستخدام.

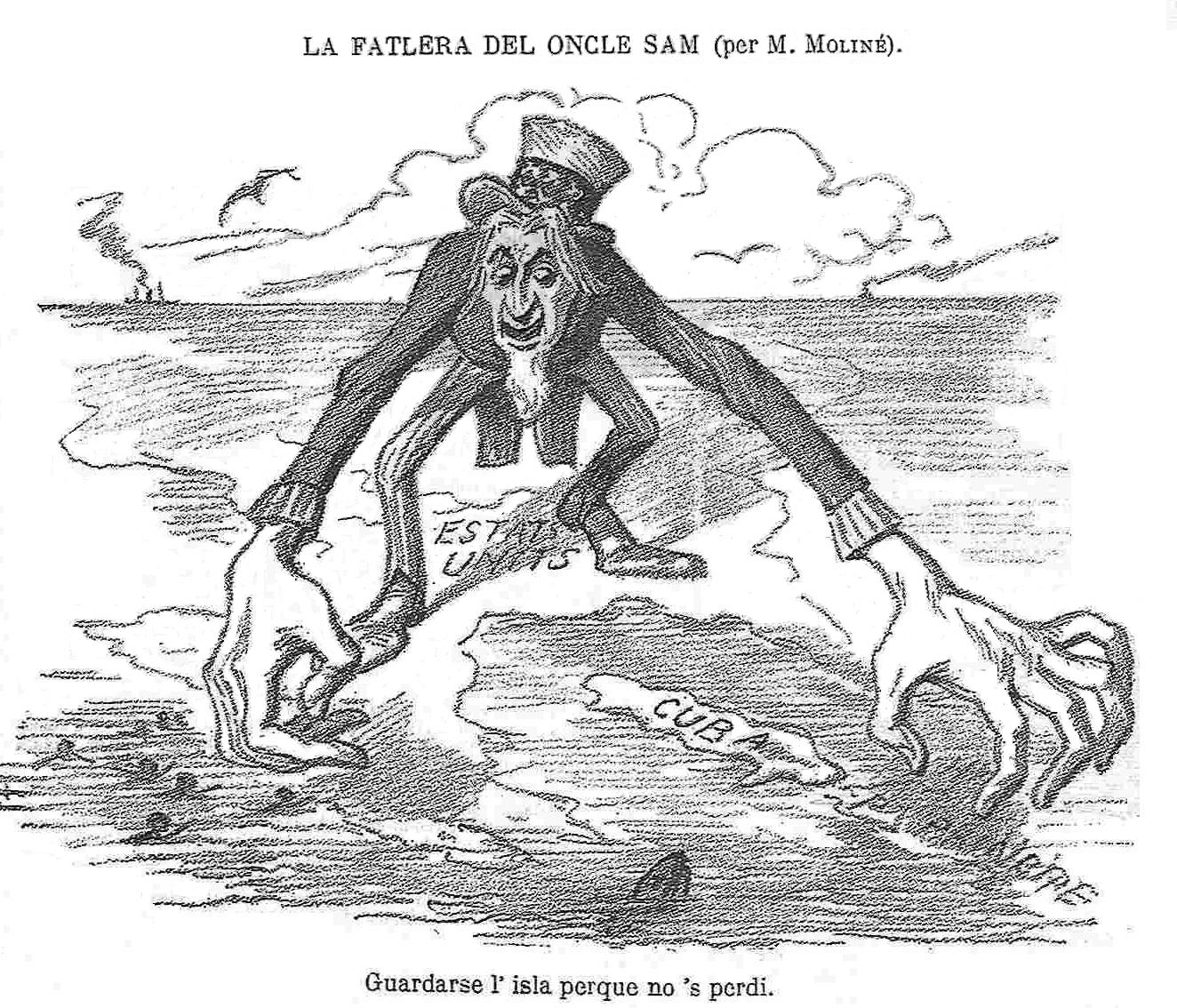
رسم إسباني ساخر ينتقد سلوك الولايات المتحدة تجاه كوبا بواسطة مانويل مولين ، قبل الحرب الإسبانية الأمريكية مباشرة. يقول النص العلوي (في الكاتالونية القديمة): «شغف العم سام»، وأسفل: «للحفاظ على الجزيرة حتى لا تضيع.»

### أمريكا اللاتينية
إن العداء لأمريكا في أمريكا اللاتينية له جذور عميقة وهو عنصر أساسي في مفهوم هوية أمريكا اللاتينية، «على وجه التحديد مناهضة التوسع الأمريكي والمعاداة الكاثوليكية للبروتستانتية». في تبادل عام 1828 بين وليام هنري هاريسون، وبخ الوزير الأمريكي المفوض الرئيس سيمون بوليفار من غران كولومبيا، قائلاً «أقوى الحكومات هي الأكثر حرية»، داعيًا بوليفار إلى تشجيع تطوير الديمقراطية. ردا على ذلك، كتب بوليفار، «الولايات المتحدة. يبدو أن مقدرة العناية الإلهية أن تصيب أمريكا بالعذاب باسم الحرية»، وهي العبارة التي حققت شهرة في أمريكا اللاتينية.
حولت الحرب الإسبانية الأمريكية عام 1898، والتي أدت إلى تصعيد حرب الاستقلال الكوبية عن إسبانيا، الولايات المتحدة إلى قوة عالمية وجعلت كوبا تابعة فعليًا للولايات المتحدة من خلال تعديل بلات للدستور الكوبي. كان الإجراء الأمريكي متسقًا مع أيديولوجية العصا الغليظة التي تبناها ثيودور روزفلت كنتيجة طبيعية لمبدأ مونرو والتي أدت إلى العديد من التدخلات في أمريكا الوسطى ومنطقة البحر الكاريبي، كما أدت إلى كراهية الولايات المتحدة في مناطق أخرى من الأمريكتين. كانت الصيغة المؤثرة للغاية لمناهضة أمريكا اللاتينية لأمريكا، التي ولدت في حرب عام 1898، هي مقال الصحفي الأوروغوياني خوسيه إنريكي رودو آرييل (1900) الذي تتناقض فيه القيم الروحية لأرييل في أمريكا الجنوبية مع الثقافة الجماهيرية الوحشية. كاليبان الأمريكية. كان لهذا المقال تأثير هائل في جميع أنحاء أمريكا الإسبانية وعشرينيات وعشرينيات القرن الماضي، وأثار مقاومة ما كان يُنظر إليه على أنه إمبريالية ثقافية أمريكية. كما تسببت المواقف العنصرية المتصورة للبروتستانت الأنجلوساكسونيين البيض في الشمال تجاه سكان أمريكا اللاتينية في الاستياء.
عزز الإصلاح الطلابي الذي بدأ في جامعة قرطبة الأرجنتينية في عام 1918 فكرة مناهضة الإمبريالية في جميع أنحاء أمريكا اللاتينية، ولعب دورًا أساسيًا في إطلاق المفهوم الذي كان من المقرر تطويره على مدى عدة أجيال. في عام 1920، أصدر اتحاد الجامعات الأرجنتينية بيانًا بعنوان شجب الإمبريالية.
منذ الأربعينيات، كانت العلاقات الأمريكية مع الأرجنتين متوترة، عندما كانت الولايات المتحدة تخشى أن يكون نظام الجنرال بيرون قريبًا جدًا من ألمانيا النازية. في عام 1954، أدى الدعم الأمريكي لانقلاب غواتيمالا عام 1954 ضد الرئيس المنتخب ديمقراطياً جاكوبو أربينز غوزمان إلى تأجيج المشاعر المعادية لأمريكا في المنطقة. دفع هذا الانقلاب الذي رعته وكالة المخابرات المركزية رئيسًا سابقًا لذلك البلد، خوان خوسيه أريفالو، لكتابة أسطورة بعنوان القرش والسردين (1961) حيث تقوم سمكة قرش مفترسة (تمثل الولايات المتحدة) بإغراق السردين في أمريكا اللاتينية. :114
أدت جولة نائب الرئيس ريتشارد نيكسون إلى أمريكا الجنوبية عام 1958 إلى اندلاع موجة من المشاعر المعادية لأمريكا. أصبحت الجولة محور الاحتجاجات العنيفة التي بلغت ذروتها في كاراكاس بفنزويلا حيث كاد نيكسون أن يقتل على يد حشد غاضب بينما كان موكبه يقود سيارته من المطار إلى المدينة. رداً على ذلك، حشد الرئيس دوايت دي أيزنهاور القوات في خليج جوانتانامو وأسطولاً من البوارج في منطقة البحر الكاريبي للتدخل لإنقاذ نيكسون إذا لزم الأمر. :826–34
حاول فيدل كاسترو، الزعيم الثوري الراحل لكوبا، طوال حياته المهنية تنسيق استياء أمريكا اللاتينية طويل الأمد ضد الولايات المتحدة من خلال الوسائل العسكرية والدعاية. وقد ساعد في تحقيق هذا الهدف الغزو الفاشل لخليج الخنازير لكوبا في عام 1961، الذي خططت له ونفذته الحكومة الأمريكية ضد نظامه. أضرت هذه الكارثة بالمصداقية الأمريكية في الأمريكتين وأعطت دفعة لمنتقديها في جميع أنحاء العالم. :893–907وفقًا لروبن وروبن، فإن إعلان كاسترو الثاني عن هافانا، في فبراير 1962، «شكل إعلان حرب على الولايات المتحدة وتكريسًا لنظرية جديدة معاداة أمريكا». :115أطلق كاسترو على أمريكا لقب «نسر يتغذى على البشرية». :862استمر الحظر الذي تفرضه الولايات المتحدة على كوبا في استياء، وأعرب زميل كاسترو، الثوري الشهير تشي جيفارا، عن آماله خلال حرب فيتنام في «إنشاء فيتنام ثانية أو ثالثة» في منطقة أمريكا اللاتينية ضد مخططات ما يعتقد أنها أمريكية الإمبريالية.
عززت العديد من التدخلات الأمريكية اللاحقة ضد دول في المنطقة، بما في ذلك الديمقراطيات، ودعم الديكتاتوريات العسكرية العداء لأمريكا اللاتينية. ویشمل هذا الانقلاب البرازيلي 1964، وغزو جمهورية الدومينيكان في عام 1965، ومشاركة الولايات المتحدة في عملية كوندور، والانقلاب التشيلي عام 1973 و 1976، والحرب الأهلية السلفادورية، ودعم الكونترا، وتدريب رجال الجيش المستقبل، وينظر بعد ذلك كمجرمي حرب، في مدرسة الأمريكتين ورفض تسليم الأشخاص إرهابي مدان، دعم الولايات المتحدة لالمستبدين مثل التشيلي أوغستو بينوشيه، نيكاراغوا سوموزا، هايتي دوفالييه، البرازيلي إميليو غاراستازو ميديشي، باراغواي ألفريدو ستروسنر وما قبل 1989 البنمي مانويل نورييغا.
رأى العديد من الأمريكيين اللاتينيين أن إصلاحات الليبرالية الجديدة كانت فاشلة في الثمانينيات والتسعينيات ، وكثفت معارضتهم لإجماع واشنطن. أدى ذلك إلى عودة ظهور دعم الوحدة الأمريكية ، ودعم الحركات الشعبية في المنطقة، وتأميم الصناعات الرئيسية ومركزية الحكومة. تسبب تشديد أمريكا للحظر الاقتصادي المفروض على كوبا في عامي 1996 و 2004 أيضًا في استياء زعماء أمريكا اللاتينية ودفعهم إلى استخدام مجموعة ريو والقمم الأيبيرية الأمريكية التي تتخذ من مدريد مقراً لها كأماكن اجتماعات بدلاً من منظمة الدول الأمريكية التي تهيمن عليها الولايات المتحدة. تم تعزيز هذا الاتجاه من خلال إنشاء سلسلة من الهيئات السياسية الإقليمية مثل أوناسور ومجتمع دول أمريكا اللاتينية ومنطقة البحر الكاريبي، ومعارضة قوية لتجسيد منطقة التجارة الحرة للأمريكتين التي ترعاها واشنطن في الرابع 2005 قمة الأمريكتين.
أظهرت استطلاعات الرأي التي جمعها مجلس شيكاغو للشؤون العالمية في عام 2006 أن الرأي العام الأرجنتيني كان سلبيًا تمامًا فيما يتعلق بدور أمريكا في العالم. في عام 2007، كان لدى 26٪ من الأرجنتينيين وجهة نظر إيجابية تجاه الشعب الأمريكي، و 57٪ لديهم وجهة نظر غير مواتية. تحسن الرأي العام الأرجنتيني للولايات المتحدة وسياسات الولايات المتحدة خلال إدارة أوباما، اعتبارًا من 2010 تم تقسيمها بالتساوي (42٪ إلى 41٪) بين أولئك الذين رأوا ذلك إيجابيا أو سلبيا. ظلت النسبة مستقرة بحلول عام 2013، حيث كان لدى 38٪ من الأرجنتينيين وجهة نظر إيجابية و 40٪ لديهم وجهة نظر غير مواتية.
إضافة إلي ذلك، قوبل تجديد الامتياز للقاعدة العسكرية الأمريكية في مانتا، الإكوادور، بنقد كبير، وسخرية، وحتى شك من قبل مؤيدي مثل هذا التوسع. الحرب الوشيكة التي أشعلتها الأزمة الدبلوماسية في جبال الأنديز عام 2008 عبر عنها ضابط عسكري إكوادوري رفيع المستوى على أنها كانت تتم برعاية أمريكية. وقال الضابط إن «نسبة كبيرة من كبار الضباط» يشاركون «القناعة بأن الولايات المتحدة متواطئة في الهجوم» (شنه الجيش الكولومبي على معسكر للقوات المسلحة الثورية لكولومبيا في الإكوادور بالقرب من الحدود الكولومبية). ورد الجيش الإكوادوري بالقول إن عقد إيجار القاعدة لمدة 10 سنوات، والذي انتهى في نوفمبر 2009، لن يتم تجديده وأنه من المتوقع تقليص الوجود العسكري الأمريكي قبل ثلاثة أشهر من تاريخ انتهاء الصلاحية.

### المكسيك
في ثورة تكساس عام 1836، انفصلت مقاطعة تكساس المكسيكية عن المكسيك وبعد تسع سنوات، بتشجيع من عقيدة مونرو والمصير الواضح، ضمت الولايات المتحدة جمهورية تكساس- بناءً على طلبها، ولكن ضد معارضة شديدة من المكسيك، التي رفضت الاعتراف باستقلال تكساس- وبدأت في التوسع في غرب أمريكا الشمالية. :53–4, 57–8ازدادت المشاعر المكسيكية المعادية لأمريكا بسبب الحرب المكسيكية الأمريكية الناتجة عن 1846-1848، والتي خسرت فيها المكسيك أكثر من نصف أراضيها لصالح الولايات المتحدة. :57–8
تنبأ الكاتب التشيلي فرانسيسكو بيلباو في كتابه «أمريكا في خطر» (1856) بأن خسارة تكساس وشمال المكسيك بسبب «مخالب النسر» كانت مجرد مقدمة لمحاولة أمريكية للسيطرة على العالم. :104كان بلباو من أوائل الدعاة لمفهوم أمريكا اللاتينية، واستبعد منها البرازيل وباراغواي، وكذلك المكسيك، لأن «المكسيك كانت تفتقر إلى وعي جمهوري حقيقي، على وجه التحديد بسبب علاقتها المعقدة مع الولايات المتحدة». دفعت تدخلات الولايات المتحدة حاكمًا لاحقًا للمكسيك، بورفيريو دياز، إلى الرثاء: «المكسيك المسكينة، بعيدة جدًا عن الله، وقريبة جدًا من الولايات المتحدة». :104افتتح متحف المكسيك الوطني للتدخلات عام 1981، وهو دليل على إحساس المكسيك بالظلم تجاه الولايات المتحدة. :121
في المكسيك خلال نظام بورفيريو دياز الليبرالي (1876-1911)، فضلت السياسات الاستثمار الأجنبي، وخاصة الأمريكي، الذي سعى لتحقيق الأرباح في الزراعة وتربية المواشي والتعدين والصناعة والبنية التحتية مثل السكك الحديدية. كانت هيمنتهم على الزراعة واستحواذهم على مساحات شاسعة من الأراضي على حساب أصحاب الحيازات الصغيرة والمجتمعات الأصلية المكسيكية سببًا لتعبئة الفلاحين في الثورة المكسيكية (1910-1920). دعا برنامج الحزب الليبرالي المكسيكي (1906) صراحة إلى سياسات ضد الملكية الأجنبية في المكسيك، تحت شعار «المكسيك للمكسيكيين». كان لإصلاح الأراضي في المكسيك في فترة ما بعد الثورة تأثير كبير على هذه الحيازات الأمريكية، حيث تمت مصادرة العديد منها.

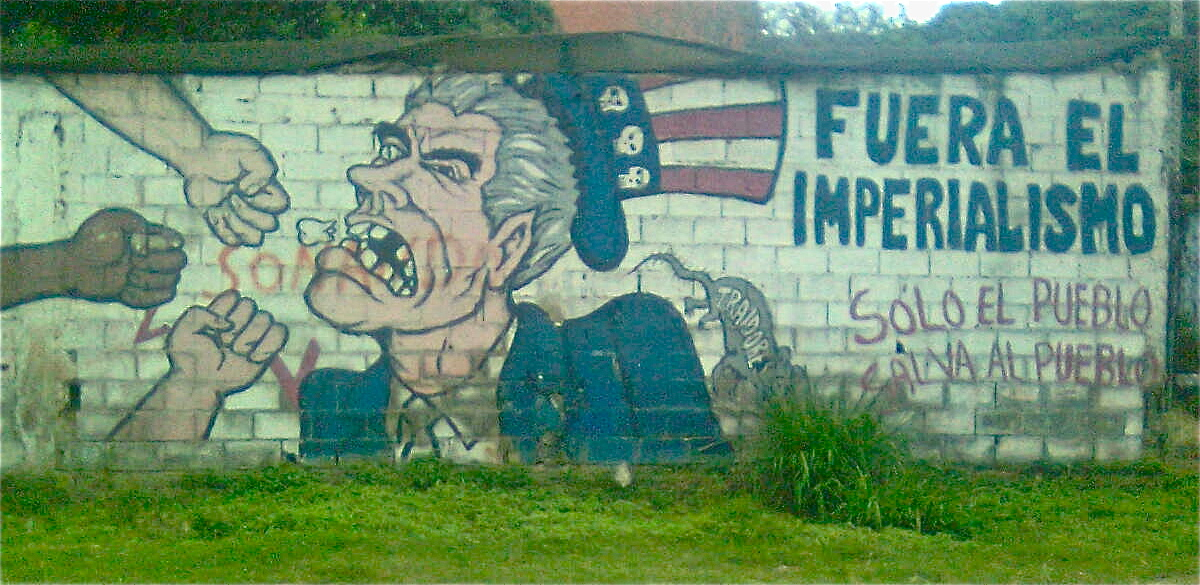
غالبًا ما تتميز معاقل هوغو شافيز في الأحياء الفقيرة في كاراكاس بفنزويلا بجداريات سياسية تحمل رسائل معادية للولايات المتحدة.

### فنزويلا
منذ بداية إدارة جورج دبليو بوش في عام 2001، تدهورت العلاقات بين فنزويلا والولايات المتحدة بشكل ملحوظ، حيث أصبح الرئيس الفنزويلي هوغو شافيز ينتقد بشدة السياسة الخارجية الأمريكية. عُرف شافيز بخطابه المعادي لأمريكا. في خطاب ألقاه أمام الجمعية العامة للأمم المتحدة، قال شافيز إن بوش روج لـ «ديمقراطية زائفة للنخبة» و «ديمقراطية القنابل». عارض شافيز الغزو الذي قادته الولايات المتحدة للعراق عام 2003. كما ندد شافيز بالتدخل العسكري بقيادة الناتو في ليبيا، واصفا إياه بأنه محاولة من قبل الغرب والولايات المتحدة للسيطرة على النفط في ليبيا.
في عام 2015، وقعت إدارة أوباما أمرًا تنفيذيًا يفرض عقوبات مستهدفة على سبعة مسؤولين فنزويليين جادل البيت الأبيض بأنهم يلعبون دورًا فعالًا في انتهاكات حقوق الإنسان، واضطهاد المعارضين السياسيين والفساد العام الكبير، وقالت إن البلاد تشكل "تهديدًا غير عادي" للأمن القومي والسياسة الخارجية للولايات المتحدة". رد نيكولاس مادورو على العقوبات بطريقتين. كتب رسالة مفتوحة في إعلان على صفحة كاملة في صحيفة نيويورك تايمز في مارس 2015، ذكر فيها أن الفنزويليين هم "أصدقاء الشعب الأمريكي" ووصف عمل الرئيس أوباما بفرض عقوبات مستهدفة على منتهكي حقوق الإنسان المزعومين بأنه "أحادي الجانب وعدواني". ومن الأمثلة على الاتهامات بارتكاب انتهاكات لحقوق الإنسان من الولايات المتحدة إلى حكومة مادورو قتل ناشط سياسي قبل الانتخابات التشريعية في فنزويلا.
وهدد مادورو بمقاضاة الولايات المتحدة بشأن أمر تنفيذي أصدرته إدارة أوباما أعلن فنزويلا تهديدًا للأمن الأمريكي. كما يعتزم تسليم 10 ملايين توقيع ، مستنكرًا المرسوم الأمريكي الذي يعلن أن الوضع في فنزويلا يمثل «تهديدًا غير عادي للأمن القومي الأمريكي». وأمرت جميع المدارس في البلاد بعقد «يوم مناهض للإمبريالية» ضد الولايات المتحدة مع أنشطة اليوم بما في ذلك «جمع توقيعات الطلاب، وموظفي التدريس والإدارة والصيانة والطهي». كما أمر مادورو موظفي الدولة بتطبيق توقيعاتهم احتجاجًا، حيث أفاد بعض العمال أن تسريح موظفي الدولة حدث بسبب رفضهم التوقيع على الأمر التنفيذي احتجاجًا على «مرسوم أوباما». كما وردت تقارير تفيد بأن أفراد القوات المسلحة الفنزويلية وعائلاتهم أمروا بالتوقيع ضد مرسوم الولايات المتحدة.

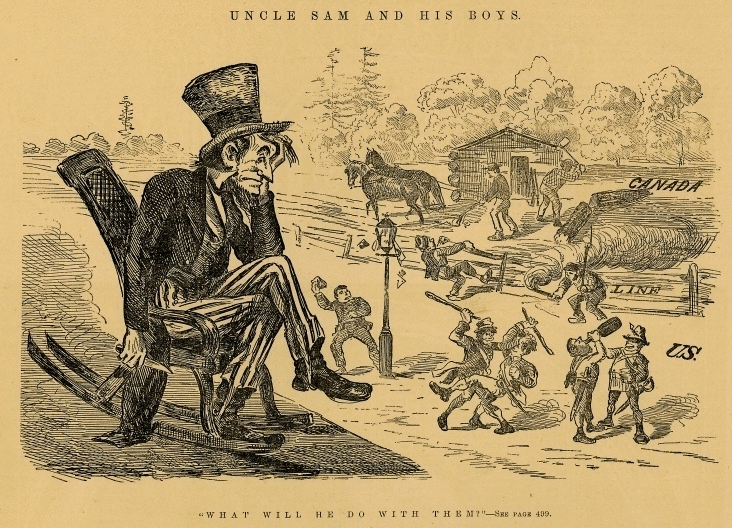
رسم كاريكاتوري سياسي كندي من عام 1870 لـ " العم سام وأولاده" مع كندا مصورة في الخلفية. كان الخطاب المعادي لأمريكا في كندا خلال هذه الفترة يصور الولايات المتحدة على أنها غير منضبطة على عكس كندا.

### كندا
إن العداء لأمريكا في كندا له جذور تاريخية فريدة. عندما تم استدعاء الكونغرس القاري في عام 1774، تم إرسال دعوة إلى كيبيك ونوفا سكوشا. لكن الكنديين أبدوا اهتمامًا ضئيلًا بالانضمام إلى الكونغرس، وفي العام التالي غزا الجيش القاري كندا، لكنه هُزم في معركة كيبيك. على الرغم من أن مواد الكونفدرالية الأمريكية وافقت في وقت لاحق على كندا كدولة أمريكية، إلا أن الرأي العام قد انقلب ضدها. وسرعان ما وصل 40 ألف لاجئ موالٍ من الولايات المتحدة، بما في ذلك 2000 من الموالين السود، حارب الكثير منهم من أجل التاج ضد الثوار الأمريكيين. بالنسبة لهم، كانت الجمهورية التي تركوها وراءهم عنيفة وفوضوية. مع تحذير الإمبرياليين الكنديين مرارًا وتكرارًا من النظام الجمهوري والديمقراطية على الطريقة الأمريكية باعتبارهما أكثر من حكم الغوغاء. أدت العديد من التجاوزات التي ارتكبها الجيش الأمريكي في كندا العليا خلال حرب عام 1812 إلى ظهور «تحيز عميق ضد الولايات المتحدة»، ظهر في المستعمرة بعد الصراع.
في أوائل القرن العشرين، صورت الكتب المدرسية الكندية الولايات المتحدة بطريقة سلبية. كانت الولايات المتحدة قد تخلت عن الإمبراطورية البريطانية، ونتيجة لذلك، كان من المفترض أن أمريكا كانت غير منظمة، وجشعة وأنانية فردية. بحلول الثلاثينيات من القرن الماضي، كان هناك اهتمام أقل بالولايات المتحدة، وتم إيلاء المزيد من الاهتمام للمجتمع الكندي المسالم، وجهودها نيابة عن الحضارة في الحرب العالمية الأولى. أدى التعاون الوثيق في الحرب العالمية الثانية إلى صورة أكثر إيجابية. في حقبة 1945-1965، تم التأكيد على الحدود الودية والسلمية. أكدت الكتب المدرسية على دور الولايات المتحدة كقوة دولية وداعية للحرية مع كندا كشريك مؤثر لها.
في 1945-1965، كان هناك إجماع واسع في كندا حول السياسات الخارجية والدفاعية.
لكن الإجماع لم يدم. بحلول عام 1957، أدت أزمة السويس إلى عزل كندا عن بريطانيا وفرنسا. لم يثق السياسيون بالقيادة الأمريكية، وشكك رجال الأعمال في الاستثمارات المالية الأمريكية؛ وسخر المثقفون من قيم التلفزيون الأمريكي وعروض هوليوود التي شاهدها كل الكنديين. «الدعم العام للسياسة الخارجية لكندا فشل. في السياسة الخارجية، من كونها مسألة الفوز لالليبراليين، وتتحول بسرعة إلى واحدة فقدان». بصرف النظر عن اليسار المتطرف، الذي أعجب بالاتحاد السوفياتي، فقد تبنى عدد قليل من المؤرخين البارزين العداء لأمريكا. مع اشتداد سخونة الحرب الباردة بعد عام 1947، ازداد عداء هارولد إنيس للولايات المتحدة. وحذر مرارًا وتكرارًا من أن كندا أصبحت مستعمرة تابعة لجارتها الجنوبية الأقوى بكثير. وحذر من أن «نحن بالفعل نكافح من أجل حياتنا»، مشيرًا بشكل خاص إلى «التأثير الضار للإعلانات الأمريكية. لا يمكننا البقاء إلا من خلال اتخاذ إجراءات دؤوبة في النقاط الإستراتيجية ضد الإمبريالية الأمريكية بكل أشكالها الجذابة». أثر معادته لأمريكا على بعض العلماء الأصغر سنًا، بما في ذلك دونالد كريتون.
تم تسليط الضوء على المشاعر المعادية لأمريكا في البرامج التلفزيونية الكندية في برقية دبلوماسية أمريكية مسربة من عام 2008. وبينما أشارت البرقية إلى أن المشاعر المعادية لأمريكا في البرامج الكندية لم تكن «أزمة دبلوماسية عامة»، إلا أنها «جديرة بالملاحظة كمؤشر على نوع الصور النمطية الشعبية السلبية الخبيثة التي نواجهها بشكل متزايد في كندا».
ارتبطت رئاسة دونالد ترامب بعودة المواقف المعادية لأمريكا بين السكان الكنديين. في عام 2017، وجدت وفقًا لمركز بيو للأبحاث، «57٪ من الروس الذين تتراوح أعمارهم بين 18 و 29 عامًا يرون الولايات المتحدة بشكل إيجابي، مقارنة بـ 15٪ فقط من الروس الذين تبلغ أعمارهم 50 عامًا أو أكبر.»مركز بيو للأبحاث أن 30٪ من الكنديين ينظرون إلى الأمريكيين بشكل سلبي ، وأن 58٪ من الكنديين يعارضون انتشار الأفكار والعادات الأمريكية.
في عام 2018، أثارت الحرب التجارية والتعليقات الملتهبة من قبل ترامب ردود فعل عنيفة داخل كندا. وجدت دراسة استقصائية سنوية لمؤسسة بيو للأبحاث استياء كنديًا تاريخيًا من الولايات المتحدة، حيث كان لدى 56٪ من الكنديين الذين شملهم الاستطلاع آراء سلبية عن الولايات المتحدة، و 39٪ لديهم آراء إيجابية. كانت هناك تغطية إعلامية واسعة النطاق للمقاطعات المنظمة ضد السلع والسياحة الأمريكية. وجد استطلاع أجري في سبتمبر 2018 أن دونالد ترامب كان أكثر كرهًا من قبل الكنديين من أي زعيم سياسي كندي كبير، مع موافقة 9 ٪ فقط و 80 ٪ رفض على الصعيد الوطني.
كان يُنظر على نطاق واسع في كندا إلى إسقاط رحلة الخطوط الجوية الدولية الأوكرانية 752 من قبل إيران في يناير 2020، والذي أسفر عن مقتل 57 كنديًا، على أنه ضرر جانبي غير ضروري وسط تدهور العلاقات الإيرانية الأمريكية، وهو رأي ردده رئيس الوزراء جاستن ترودو. وجد استطلاع أجرته مؤسسة إكوس للأبحاث أن 29٪ من الكنديين يرون أن الولايات المتحدة مسؤولة بالكامل عن الهجوم عن طريق التحريض ، مع 48٪ قالوا إنهم يشاركون إيران اللوم و 19٪ فقط يلقون باللوم على إيران وحدها.
نتيجة لوباء COVID-19 لعام 2020، أغلقت كندا حدودها مع الولايات المتحدة في 21 مارس من ذلك العام، وكان عبور الحدود مقيدًا بالسفر الضروري. ومع ذلك، قد يعبر المسافرون الأمريكيون الحدود إذا ادعوا أنهم يقودون سياراتهم إلى ولاية ألاسكا الأمريكية. بحلول شهر يونيو، كانت هناك تقارير متعددة عن استخدام الأمريكيين هذا كذريعة كاذبة لدخول كندا والبقاء في إجازة. أدى ذلك إلى وقوع حالات اعتداء لفظي وجسدي على السائقين الذين يحملون لوحات ترخيص أمريكية. تتألف الاعتداءات الجسدية عادةً من إلحاق الضرر بالسيارات التي تحمل هذه اللوحات، مع ترك ملاحظة تهديد في بعض الأحيان. ووقعت بعض هذه الهجمات في مدن مثل بحيرات موسكوكا في أونتاريو؛ واقترح رئيس البلدية، فيل هاردينغ، أن هذه الحوادث تنبع من خوف «الكنديين» من الإصابة بـ COVID-19 من الأمريكيين نتيجة للوضع في الولايات المتحدة. في أغسطس 2020، وجد استطلاع للرأي أن 80٪ من الكنديين يريدون أن تظل الحدود مغلقة لبقية العام. أظهر استطلاع منفصل أجراه ليجر وجمعية الدراسات الكندية أن 34٪ فقط من المستجيبين أعربوا عن ثقتهم في الأمريكيين ، مقارنة بـ 72.5٪ بالعكس. بالإضافة إلى ذلك، قال 66٪ من الكنديين إنهم قلقون بشأن انتشار الحالات من الولايات المتحدة مقابل 19٪ من الأمريكيين القلقين بشأن انتشار الحالات الكندية جنوبًا.

#### الخطاب السياسي الكندي
استخدم المحافظون أحيانًا معاداة أمريكا، كتكتيك سياسي، لمهاجمة التقارب المفترض للحزب الليبرالي مع الأمريكيين، كما حدث في انتخابات عام 1911. اعتبر رئيس الوزراء الكندي الأول، جون أ. ماكدونالد، السياسيين الأمريكيين جشعين واستغلاليين. عارض بشدة التجارة الحرة مع الولايات المتحدة، واصفا إياها بـ «الخيانة المستترة» في بيانه لانتخابات عام 1891، التي حدثت أثناء الخلافات التجارية مع الولايات المتحدة
وهكذا ظل العداء لأمريكا عنصرًا أساسيًا في السياسة الحزبية الكندية ، كما استخدمها قادة مثل رئيس الوزراء جون جي ديفينبيكر في الخمسينيات من القرن الماضي. وقد ساعده في هجماته المؤرخ البارز دونالد كريتون، الذي كتب أيضًا رواية غلاف ورقي (1978)، وهي رواية عن استيلاء أمريكي.
حدد المثقفون الكنديون الذين كتبوا عن الولايات المتحدة في النصف الأول من القرن العشرين الولايات المتحدة على أنها المركز العالمي للحداثة، وشجبوها. أوضح الإمبرياليون أن الكنديين نجوا بصعوبة من الغزو الأمريكي، برفضهم للتقاليد، وعبادتهم «للتقدم» والتكنولوجيا ، وثقافتها الجماهيرية. أوضحوا أن كندا كانت أفضل بكثير بسبب التزامها بالحكومة المنظمة والوئام الاجتماعي. كان هناك عدد قليل من المدافعين المتحمسين عن الأمة في الجنوب، ولا سيما المثقفون الليبراليون والاشتراكيون مثل فرانك سكوت وجان تشارلز هارفي (1891-1967).
ذكر بريندون أوكونور ومارتن جريفيث في كتابهما معاداة أمريكا أنهما يعتقدان للوهلة الأولى أن الكنديين يبدون كما هو الحال مع الآخرين في تبني الخصائص التي توصف بأنها معادية لأمريكا. يشمل أوكونر وجريفيث أفعالًا مثل انتقاد الأمريكيين كشعب، أو الولايات المتحدة كدولة على أنها معادية لأمريكا غالبًا ما تشويه صورة الصور النمطية وتشويه سمعتها واللجوء إليها. لقد كتبوا أيضًا أن العداء لأمريكا الموجود في كندا له صفات فريدة: لم يتم ترسيخه في أي مكان آخر لفترة طويلة، ولم يكن مركزًا للثقافة السياسية كما هو الحال في كندا. يعتقد المؤرخ كيم ريتشارد نوسال أن نوعًا ضعيفًا من معاداة أمريكا يتغلغل في الثقافة السياسية الكندية، على الرغم من أنه «مصمم في المقام الأول كوسيلة للتمييز بين الكنديين والأمريكيين». على الرغم من أن جاك جراناتشتاين قد اقترح أن معاداة أمريكا ماتت في كندا، إلا أن جون هيرد طومسون وستيفن جيه راندال في كتابهما كندا والولايات المتحدة (2002) يذكران أن هناك أدلة غير مؤكدة على أنها ما زالت تزدهر، وأنها لا تزال تغذيها. الشعور الكندي بالهوية.
مارجريت أتوود مؤلفة كندية رائدة. في بلدها البائس لرواية حكاية أمة (1986) كل التطورات الرهيبة تجري في الولايات المتحدة قرب بوسطن، في حين تصور كندا باعتبارها الأمل الوحيد للهروب. وهذا يعكس مكانتها باعتبارها «في طليعة المعاداة الكندية لأمريكا في الستينيات والسبعينيات.»  رأى النقاد أن جلعاد (الولايات المتحدة) نظام قمعي وأن الخادمة التي تعرضت لسوء المعاملة هي كندا. أثناء النقاش في عام 1987 حول اتفاقية التجارة الحرة بين كندا والولايات المتحدة، تحدث أتوود ضد الصفقة، وكتب مقالًا يعارض الاتفاقية.
عارض رئيس الوزراء الكندي الليبرالي جان كريتيان حرب العراق ورفض السماح لكندا بالمشاركة فيها. وجد استطلاع عام 2003 أن 71٪ من الكنديين وافقوا على هذا القرار، بينما عارضه 27٪. رئيس الوزراء المحافظ ستيفن هاربر أيد في البداية حرب العراق عندما تم انتخابه في عام 2006 ولكن بحلول عام 2008، غير رأيه وصرح بأن الحرب كانت «خطأ».
كان رئيس الولايات المتحدة جورج دبليو بوش «مكروهًا بشدة» من قبل غالبية الكنديين وفقًا لصحيفة أريزونا ديلي صن . وجد استطلاع عام 2004 أن أكثر من ثلثي الكنديين فضلوا الديموقراطي جون كيري على بوش في الانتخابات الرئاسية لعام 2004 ، مع أدنى معدلات موافقة لبوش في كندا في مقاطعة كيبيك، حيث أيده 11 ٪ فقط من السكان. كان الرأي العام الكندي تجاه باراك أوباما أكثر إيجابية. وجد استطلاع عام 2012 أن 65٪ من الكنديين سيصوتون لأوباما في الانتخابات الرئاسية لعام 2012 «إذا استطاعوا»، في حين أن 9٪ فقط من الكنديين سيصوتون لمنافسه الجمهوري ميت رومني. ووجدت الدراسة نفسها أن 61٪ من الكنديين شعروا أن إدارة أوباما كانت «جيدة» لأمريكا، بينما شعر 12٪ فقط أنها كانت «سيئة». ووجدت الدراسة أيضًا أن غالبية أعضاء جميع الأحزاب السياسية الكندية الرئيسية الثلاثة يدعمون أوباما، وأن أوباما حصل على معدلات موافقة أعلى قليلاً في كندا في عام 2012 مما كان عليه في عام 2008. صرح جون إيبتسون من غلوب أند ميل في عام 2012 أن الكنديين يدعمون عمومًا الرؤساء الديمقراطيين على المرشحين الجمهوريين، مشيرًا إلى أن الرئيس ريتشارد نيكسون «لم يكن محبوبًا أبدًا» في كندا وأن الكنديين عمومًا لم يوافقوا على صداقة رئيس الوزراء بريان مولروني مع الرئيس رونالد ريغان.
خلال وباء COVID-19 في عام 2020، منع رئيس الولايات المتحدة دونالد ترامب لفترة وجيزة تصدير أقنعة N-95 إلى كندا. دفع هذا العديد من التصريحات الانتقامية من السياسيين الإقليميين. شبهه دوج فورد، رئيس وزراء أونتاريو، بترك أحد أفراد الأسرة يتضور جوعاً بينما يحتفل آخر. قارن رئيس وزراء ألبرتا جيسون كيني حظر تصدير القناع بإحجام الولايات المتحدة عن الانضمام إلى الحرب ضد الفاشية في الحرب العالمية الثانية.

## أستراليا
تم تشكيل تحالف الحملة الأسترالية المناهضة للقواعد (AABCC) على أساس جماعات الضغط والاحتجاجات التي تطورت على مر السنين من الستينيات عندما تم إنشاء غالبية القواعد الأمريكية في أستراليا. تأسست من قبل فرع نيو ساوث ويلز من PND (الناس من أجل نزع السلاح النووي). في عام 1974، سافر عدة مئات من الأشخاص إلى نورث ويست كيب من جميع أنحاء أستراليا للاحتجاج واحتلال القاعدة. من المفترض أن العداء لأمريكا موجود بين معلمي المدارس في أستراليا ، وهو الأمر الذي أدانه السياسيون المحافظون مثل أمين الخزانة بيتر كوستيلو، الذي انتقد تاريخ التدريس في المدارس الأسترالية.
وفقًا لمقال نشرته مجلة الشهري، فإن الأستراليين تمتموا بقصص عن جورج دبليو بوش أثناء احتساء أكواب من البيرة ويأس من المحافظين الجدد في المقاهي، مستنكرًا ما يسمى بالأنشطة الأمريكية القبيحة. وفقًا لنفس المقال، قال روبرت مردوخ، الأمريكي الذي تخلى عن جنسيته الأسترالية قبل عقدين من الزمن، خلال زيارة في نوفمبر 2006 إلى أستراليا أنه «كان قلقًا بشأن المشاعر» المؤسفة «المعادية لأمريكا في أستراليا.»  وفي استطلاع أجرته مجلة "ريدرز دايجست" الأمريكية بمشاركة 1000 أسترالي، وصف 15 بالمائة من الأستراليين أنفسهم بأنهم «مناهضون لأمريكا». وكان 67 في المائة آخرون يحملون وجهات نظر محايدة تجاه أمريكا، وقال 17 في المائة إنهم «موالون لأمريكا». في الاستطلاع، قال 71 بالمائة من الأستراليين إنهم لا يرغبون في العيش في الولايات المتحدة. في استطلاع آخر أجرته يعيشون الاجتماعية في عام 2012، كان لدى 30 في المائة من المستجيبين الأستراليين آراء سلبية عن السياح الأمريكيين. وشمل استطلاع مؤسسة بيو للأبحاث لعام 2016 أيضًا 69٪ من المشاركين الأستراليين يربطون الأمريكيين بالغطرسة و 68٪ يربطونهم بالعنف، وهي نسب أعلى قليلاً من معظم البلدان التي شملها الاستطلاع.